# 新会区
22°31′27″N 113°01′43″E / 22.52417°N 113.02861°E
新會（粵語新會話：/sɜn˨˧ vui˧˨/），簡稱新或會，古稱冈州，因盛產蒲葵而别稱葵乡，現為中國廣東省江門市下轄的市轄區，位於珠江三角洲西部西江、潭江下游匯合處，名稱來自新會郡，過去與台山、開平、恩平合稱「四邑」，近年加上鶴山，改稱「五邑」。區人民政府駐同慶路1號。
新會陳皮享譽全國。素有葵鄉、陳皮之鄉、魚米之鄉之稱。是南粵歷史文化名城，歷史上一直是四邑地區的政治、經濟、文化和交通中心。
新會居民以漢族的四邑族群為主，母語為粤語四邑片新会話。新会建置於东晋末年，迄今近一千六百年，是廣東省歷史文化名城，從北宋起新会的文化教育就非常發達，是中國產生進士、举人和兩院院士最多的城市。在近現代史上，新会位列广东最迟開放通商的两個城市之一。這裡的習俗、文化、傳統藝術、建築形式都独具風格，具有強烈的地域特徵，同時又作為岭南学派和岭南琴派的發源地，素有“海滨邹鲁”之称。

## 名称

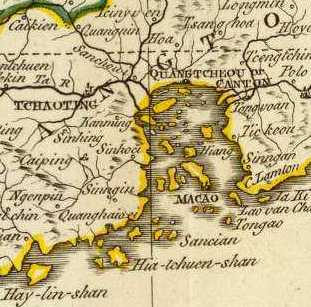
18世纪末英国人绘制的中国地图中将新会写为Sinhoei

### 名稱變遷
三國時代，吳國在今司前镇河村墟附近设立“平夷縣”，是新会最早的建置。晉太康元年（280年），平夷縣改名為“新夷縣”。直至元熙二年（420年），晉恭帝置“新会郡”。隋朝開皇十年(590年)，新会降郡为县，但“新会”地名沿用至今。

### 洋文名稱
清中叶以后，新會的洋文名曾使用過威妥瑪拼音的「Sin-hoei」和郵政式拼音的「Sanwui」，俄文则拼写为，其中Sanwui在海外的華人社群中至今仍然使用，如香港新會商會學校英文为。自1970年代末以來，使用羅馬字母的國家比較普遍以漢語拼音「Xinhui」來作為「新会」名稱的拼寫。

## 歷史

### 遠古至漢代

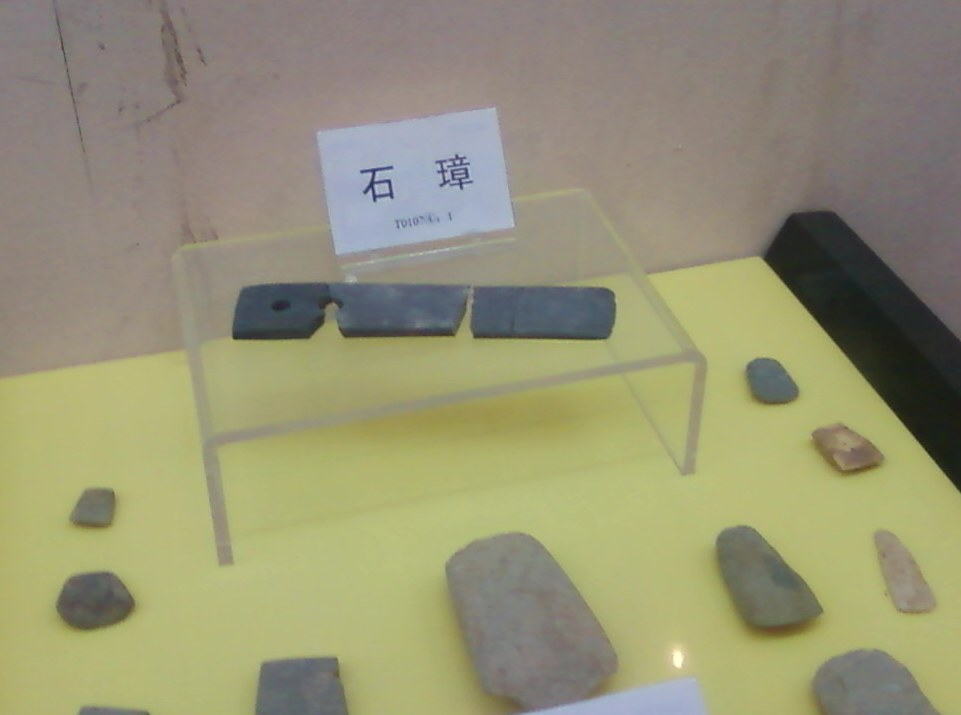
古井鎮長沙鄉象边山遺址出土的石璋

根據现时的考古發掘，新会的新石器文化可追溯到约公元前4000年的都会罗山咀文化。当时新会地区位于潭江溺谷湾，之后因西江、潭江泥沙长期淤积，逐渐成陆。這一時期，新会就有古越人活動。在距今3000多年商周時期的古井镇象边山遺址出土的代表权力象征的礼器“璋”和“璜”反映了當時的新会地區已形成一个规模不小的“古国”。
秦始皇三十三年（前214年），秦始皇平定嶺南地區的南越地後，設南海、桂林等三郡，今新会地隶屬南海郡番禺縣管轄。約前204年，趙佗建立南越國，新会隶屬南越國管治。西汉元鼎六年（前111年），漢武帝滅亡南越國，新会復为交州南海郡番禺縣轄地。

### 三国至南朝
三国吳黃武元年（222年），官府在今司前镇河村乡附近為治所置平夷縣，以讨平夷族为名，意为对当地以土著居民为主的人口实行镇抚，這是新会設立行政區劃的開始。
西晉滅亡东吳統一中國后，於太康元年（280年），改平夷縣為新夷縣。东晉末，析番禺縣地在新夷縣东面增置盆允县，属南海郡。又在新夷縣西面增置封平县，属新宁郡。由於新会的土壤適合葵樹生長，種葵及製作葵扇也逐漸發展起來。據《晋书•谢安传》记载：「鄉人有罷中宿縣者，還詣安。安問其歸資，答曰：「有蒲葵扇五萬。」安乃取其中者捉之，京師士庶競市，價增數倍。」当时新会尚未置郡，但所生产的蒲葵扇已經由陸路从中宿输往江左一带銷售。
东晋元熙二年（420年），晉恭帝分南海、新宁两郡之地置新会郡，领有盆允、封平、新夷三县，以盆允县为郡治，新会之名自此始，并沿用至今。
南朝宋元嘉十三年（436年），北燕昭成皇帝馮弘之子馮業率领三百馀人从高句麗乘船渡海到此，被宋文帝封为怀化侯、新会郡太守，成为冯姓入粤始祖，為有史可考最早到新会的移民活動。至元嘉廿七年（450年）的新会郡境域，北枕皂幕，南达南海，西包珠環，东含澳门，面积约8419平方公里，地域甚为辽阔。

### 隋唐時期
隋開皇十年（590年），隋文帝廢新会郡，將盆允、永昌、新建、熙潭、化召、懷集六縣合併为新会县，以原新会郡治盆允为新会县治，是为新会立县之始。又将新夷併入义宁；始康併入封平，因境内有封水，置封州。翌年改称允州。開皇十三年又改为岡州，州治在今開平市水口镇沙冈乡古州墟。大業元年（605年）废冈州，将封乐併入新会；封平併入义宁。至此，南朝宋时新会郡下辖十二县省为两县，改属广州南海郡。
唐武德四年（621年）平定蕭銑后重置岡州，州治盆允城。武德八年，由於新会盛產海鹽，官府開始在西南沿海一带設立了冈州盐场，至宋朝发展到六个盐场。另外，在古井官冲崖山附近的碗山窯址挖掘出四千多件陶器和青瓷器，说明了唐代新会燒瓷業非常发达。官府採取开放政策，鼓励对外出口贸易，新会是外国商船進出当时的國際商埠廣州必經之路，因此碗山官窯的瓷器亦由此路源源不绝运往外国销售。当时新会的贸易已经非常兴旺，市务税钱达4088贯，仅次於增城县和扶胥镇，成为岭南第三商埠。貞觀十三年（639年）廢岡州又復置，州治移治於今新會城。神龍元年（705年），佛僧一行来到新会境內的五马归槽山种茶，观天象，绘星图，並在桂山上弘扬佛法，后来在此地建玉台寺，日后更成為岭南四大名刹之一。開元廿三年（735年）岡州再廢，并移新會縣治至岡州故治。乾元元年（758年）再置岡州，貞元廿一年（805年）再廢岡州不復置。乾符七年（879年），黄巢軍攻陷廣州城并屠城，大批新会人逃往南洋一带避难，為新会有史可考最早到外国的移民活動。

### 五代宋元時期

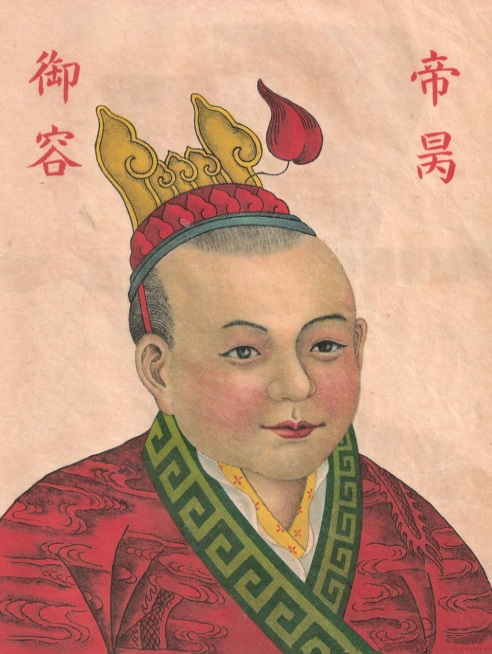
宋帝昺於1278年移都新会

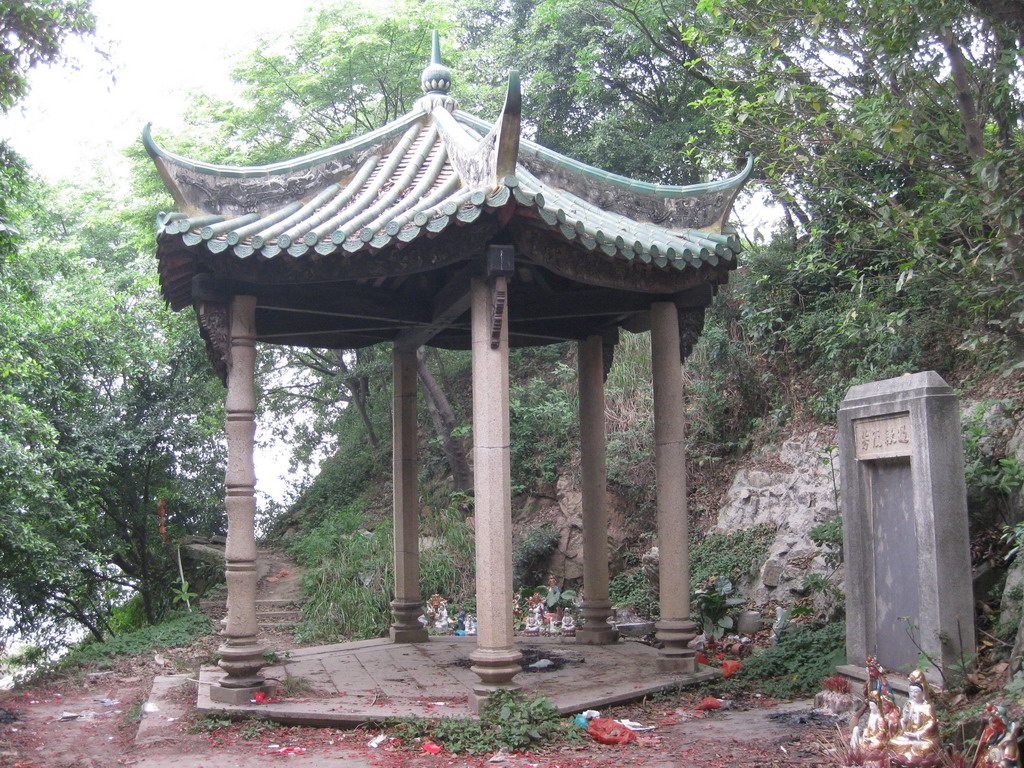
鹤山东坡亭，苏轼当年登岸之处

后梁乾化三年（913年），張九齡十三世孙张喾从南雄敬宗巷入赘迁来新会，子孙在新会繁衍出荣、华、昌三个支派。北宋紹聖四年（1097年），蘇东坡被貶至儋州，途经新会时，在金溪山的宝积院亲自种下一棵荔枝树，成为荔枝的一个品种，名曰“东坡荔”。北宋末年，都会乡人黄道娘发明手工织布机，教授纺织技术，比松江的黄道婆早百多年。宋高宗时，朝议大夫马持国由临安南渡入粤，在金紫街定居，成为岭南马姓始祖。咸淳九年，因苏妃之乱，罗贵带领三十五姓共九十七家人从南雄珠玑巷南逃至新会，奠定今天新会姓氏宗族的分佈。祥兴元年六月（1278年），宋帝昺在元軍的追殺下从海路逃至新会厓山，张世杰等人建立“行朝草市”，坚守数月後在厓山海戰一役中被元军張弘範击败，丞相陆秀夫负帝投海殉国，南宋灭亡。
元灭宋之后，官府採取高压政策统治百姓，抗元复宋的起义不断爆发，至元二十年（1283年），原南宋琼州知州林获次子林桂芳与宋宗室后裔趙良骢兄弟在泷水县罗旁起义，抗元复宋。号称罗平国，改元延康。不久被元军镇压，林桂芳等人被杀，起义失败。至正年间，主簿徐闻可以土石为料修筑新会土城，奠定了後世新会城的雛形。至正二十一年（1361年），黄斌聚众反元，攻占并烧燬新会城。

### 明清时期

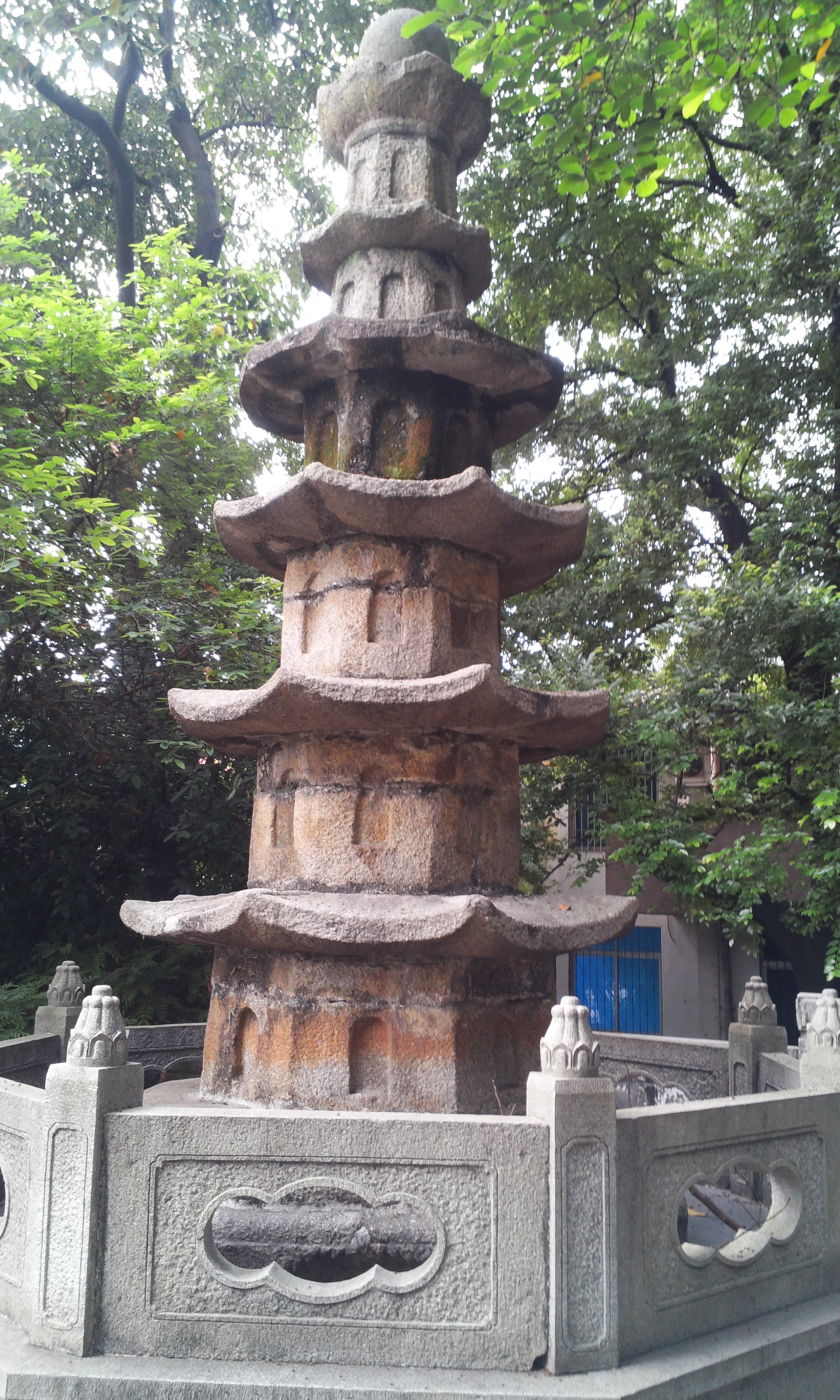
龍興寺石塔

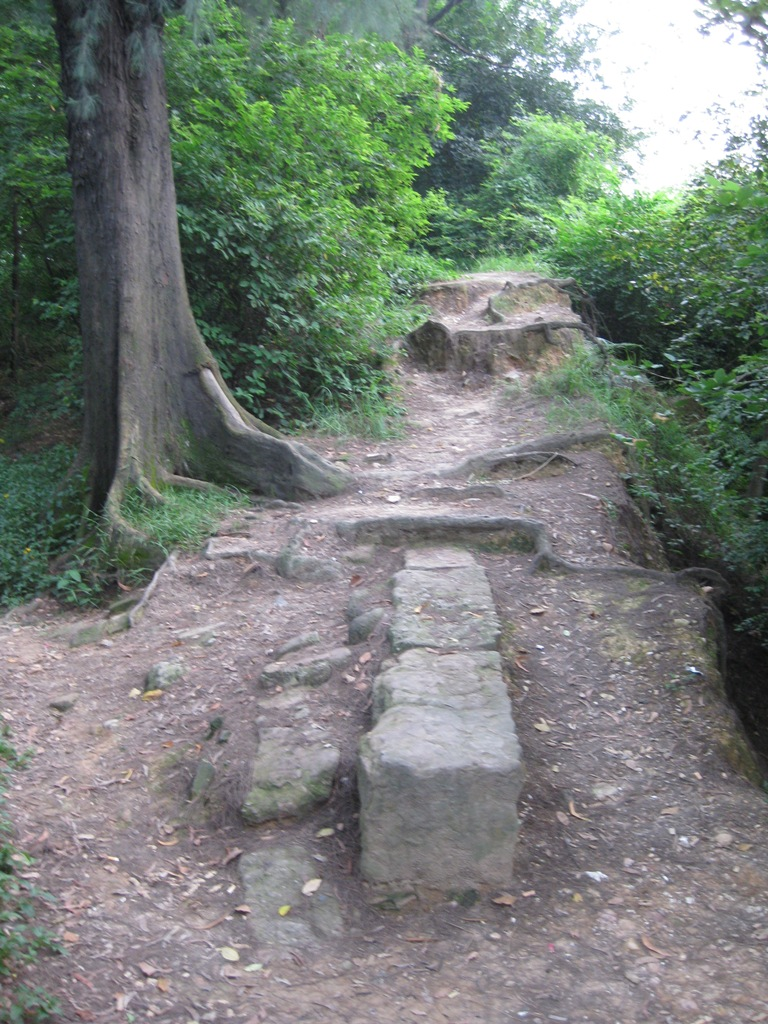
新会城墙遗址

明洪武元年（1368年）六月，朱元璋派征南将军廖永忠捕杀久据不降的农民军领袖黄斌，正式将新会纳入明朝的版图。洪武三十年（1397年），千户宋斌以砖石圍築城墙，縣城西起犀山东至马山，周長六百六十丈，县衙建於城內，是为内城。成化十年（1474年），知县陶鲁以蠔壳修筑了新会子城，并開鑿会城河。至萬曆元年（1573年），兵備僉事何子明增修二重城至会城河边，周長約五公里。至清乾隆年间，新会城成为了广东第三大城，仅次於广州城和潮州城。嘉靖元年（1522年），佛朗機人別都盧及疏世利率領五艘船入侵新會，明廷派右都御史总督两广军务張嵿应戰，史稱西草灣之戰，此戰從西草灣海面一直打到了哨州海面，最後明軍大獲全勝。万历二十六年（1598年），西班牙驻菲律宾总督德鲁（Framcisfode Tello）派萨穆迪奥（DonJuan de Samudio）在虎跳门河岸设立据点，不久被官府派兵驱赶。崇禎七年（1634年）六月，荷蘭東印度公司海盜劉香，入寇新会掠劫。两广总督熊文灿招抚不果，调郑芝龙军队歼灭之。

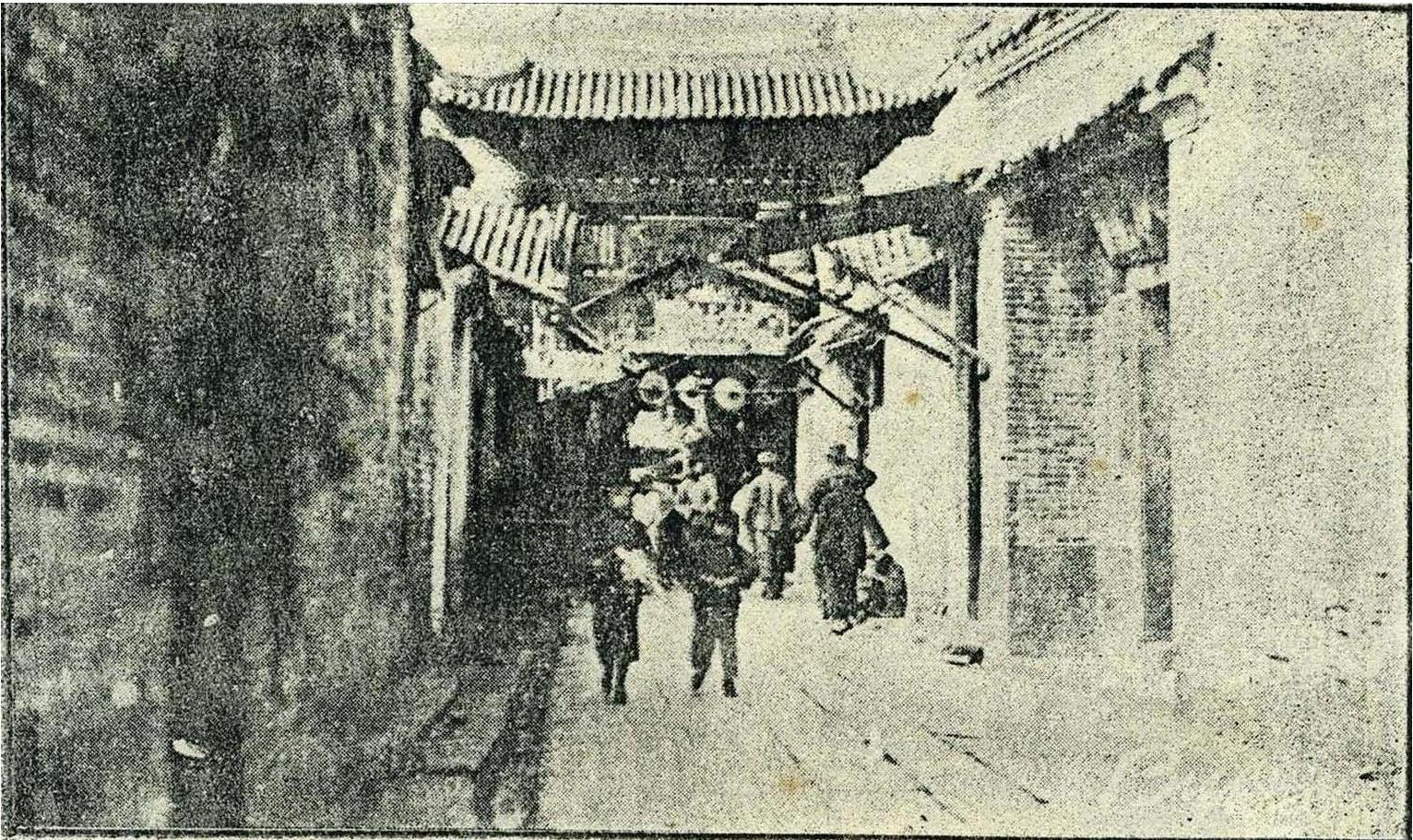
清宣统年间新会城内的募前街

崇禎末年（1644年），明朝被李自成所滅後，新会仍為南明的管轄範圍。至隆武二年（清顺治三年，1646年）十二月十五，清朝將領李成棟帶軍攻陷廣州，并委派林凤翱为知县，将新会納入清朝領土。然而，永曆二年1648年四月十五，李成棟轉投南明，新会一度歸回南明管轄，但永曆四年（1650年）十一月初二，清朝的尚可喜及耿繼茂重奪廣東，新会才正式納入清朝版图。
永曆八年，南明安西王李定國接连三次攻打新会城，围攻新會城八個月之久，城中糧盡，守城清军吃城内居民充饥，到十二月初，吃掉居民近萬人，其后敦拜率兵赶到，以火箭大破象阵，李定國败走。康熙元年（1662年）清廷為防沿海居民接濟明朝遺臣鄭成功，下令遷海，沿海居民需向內陸遷徙50里，加上實施海禁，新会受嚴重影響。後來廣東巡撫王來任、廣東總督周有德請求復界，到康熙八年（1669年）朝廷允許馳禁，居民陸續遷回。康熙五十七年（1718年），清政府設置崖门炮臺，嘉庆十四年（1809年）迁至现址。第一次鴉片戰爭时，由于炮臺火力威猛，守卫森严，以致英军不敢攻打，而转攻虎门。咸丰四年（1854年）七月初八，新会天地会首领陈松年、吕萃俊率领红巾军响应太平天国在江门起事，史称狗山起事，不费一兵一卒占领江门。围困新会城六十日之久，两广总督叶名琛派兵前来镇压，起事最终失败。光绪二十八年（1902年），根据中英《續議通商行船條約》第十六条规定，江门开辟为通商口岸，并於两年后正式通商。

### 民國大陸時期

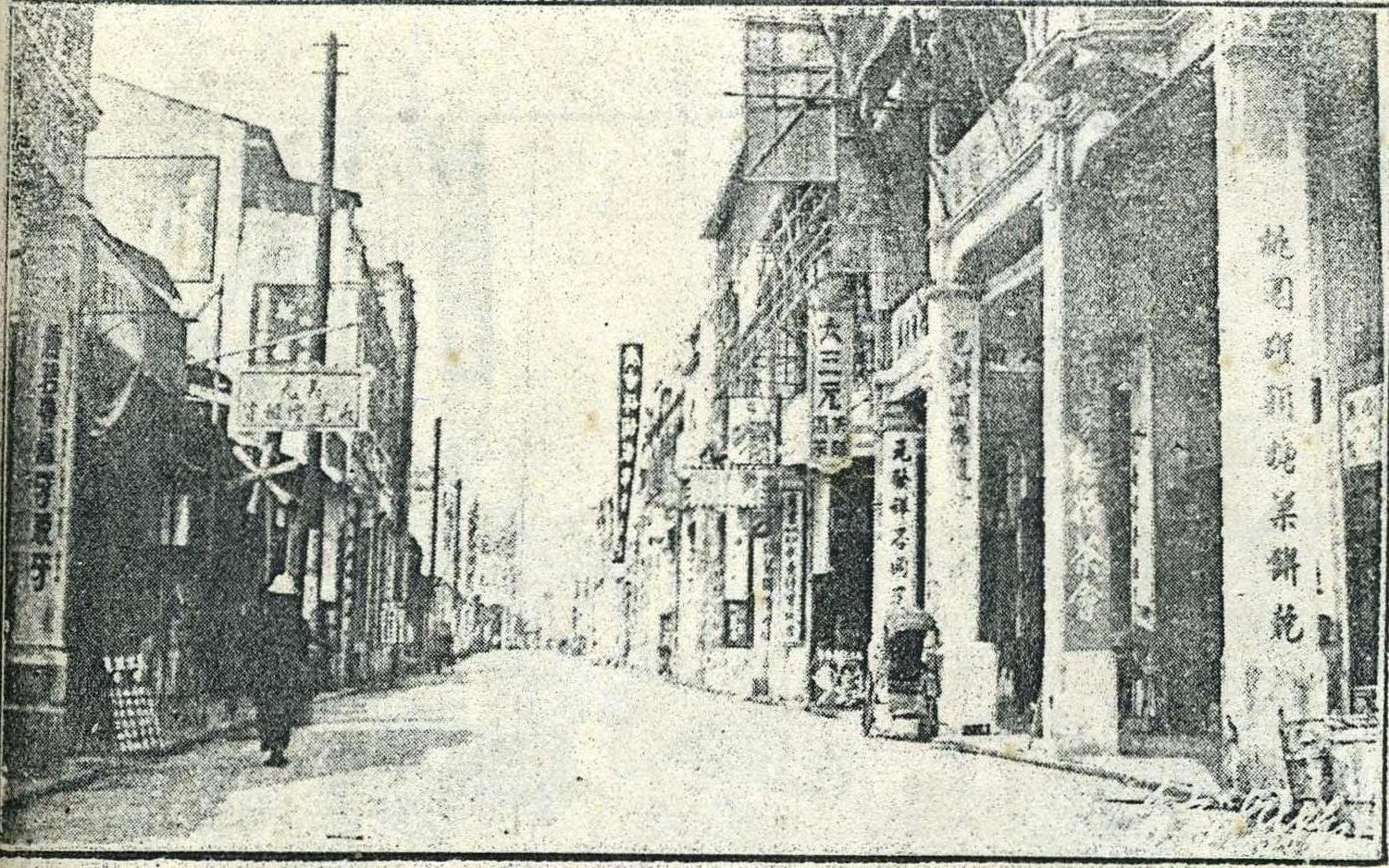
1933年的大新路

1911年10月武昌起義成功后，黄明堂、黄梓等人在杜阮領兵起義，率领民军進攻会城，於11月10日和平光復新会。新会境內在清末開始修築新宁铁路；民国时又修筑新鹤、江佛等多条公路交汇在縣城東北10公里的江门镇，新会縣城的交通樞紐地位逐漸由江门鎮取代，江门的快速發展，並於1925年11月26日正式脫離新会獨立成市，直到1931年2月26日才复归新会管辖。
抗日戰爭爆發以後，會城先後遭受日本軍機六次空襲。1939年3月28日，日軍派出南支派遣軍藤田旅团2800人从鹤山杰洲登陆入侵新会。國民革命軍進行了頑強的抵抗，但因军备落后，最終失守。4月2日，日军太田部队攻入会城，成立會城治安維持會，後於1940年5月8日設立新會縣政務委員會。1945年8月15日，日本宣布無條件投降後，派出一三○师团参谋长吉村芳次等人在台山公益胥山中学向六十四军投降，新会正式光复。1945年11月至1949年秋的國共內戰期間，中共武裝組織多次對新会縣的國軍部隊的發動偷袭。1949年10月24日，中國人民解放軍第十五军第四十五师和平占领縣城会城，中華民國國軍潰逃。自此，中國共產黨及其創立的中華人民共和國政府開始了在新会縣的統治。

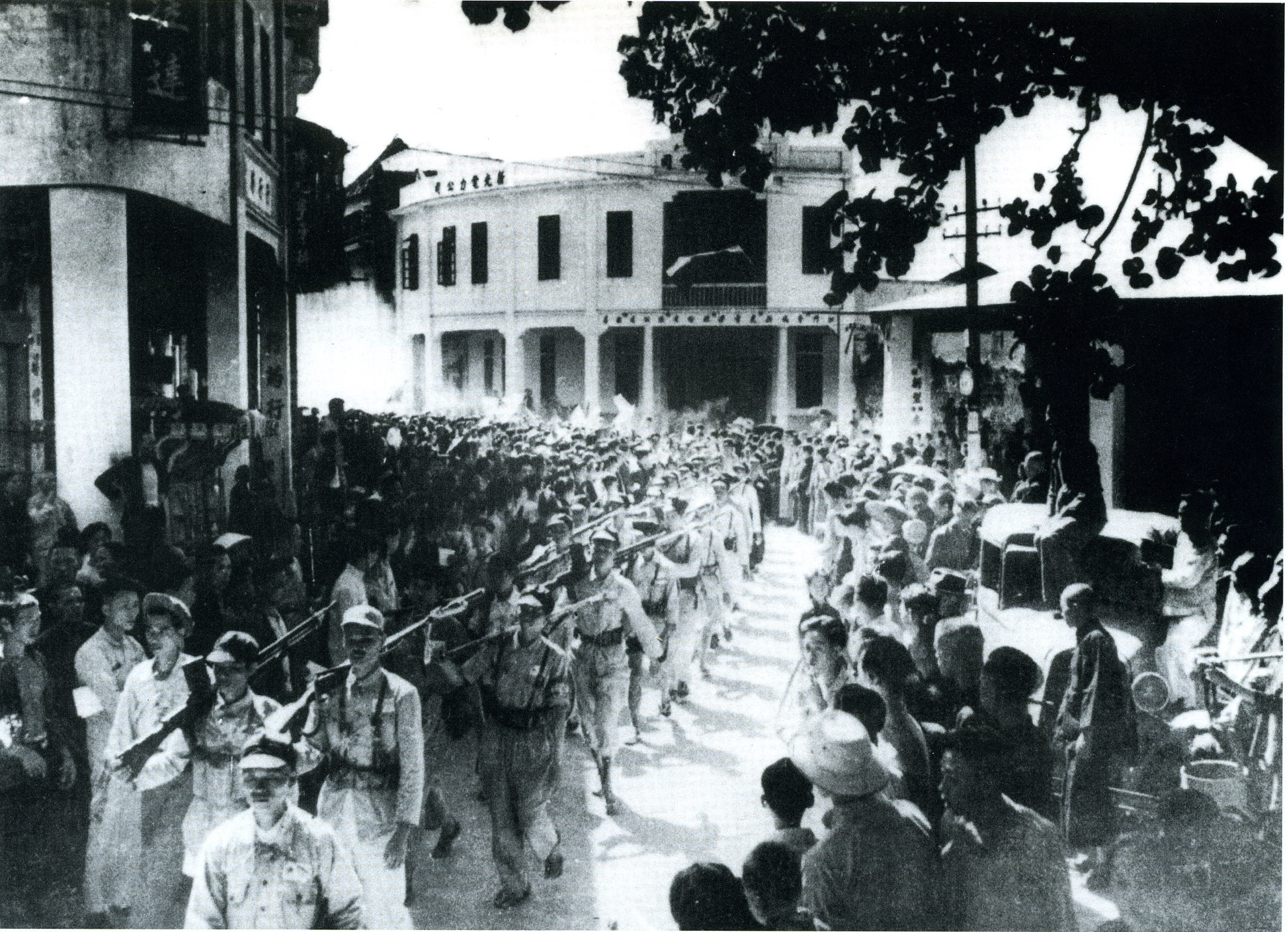
中國人民解放軍粵中縱隊進駐江門镇的情形

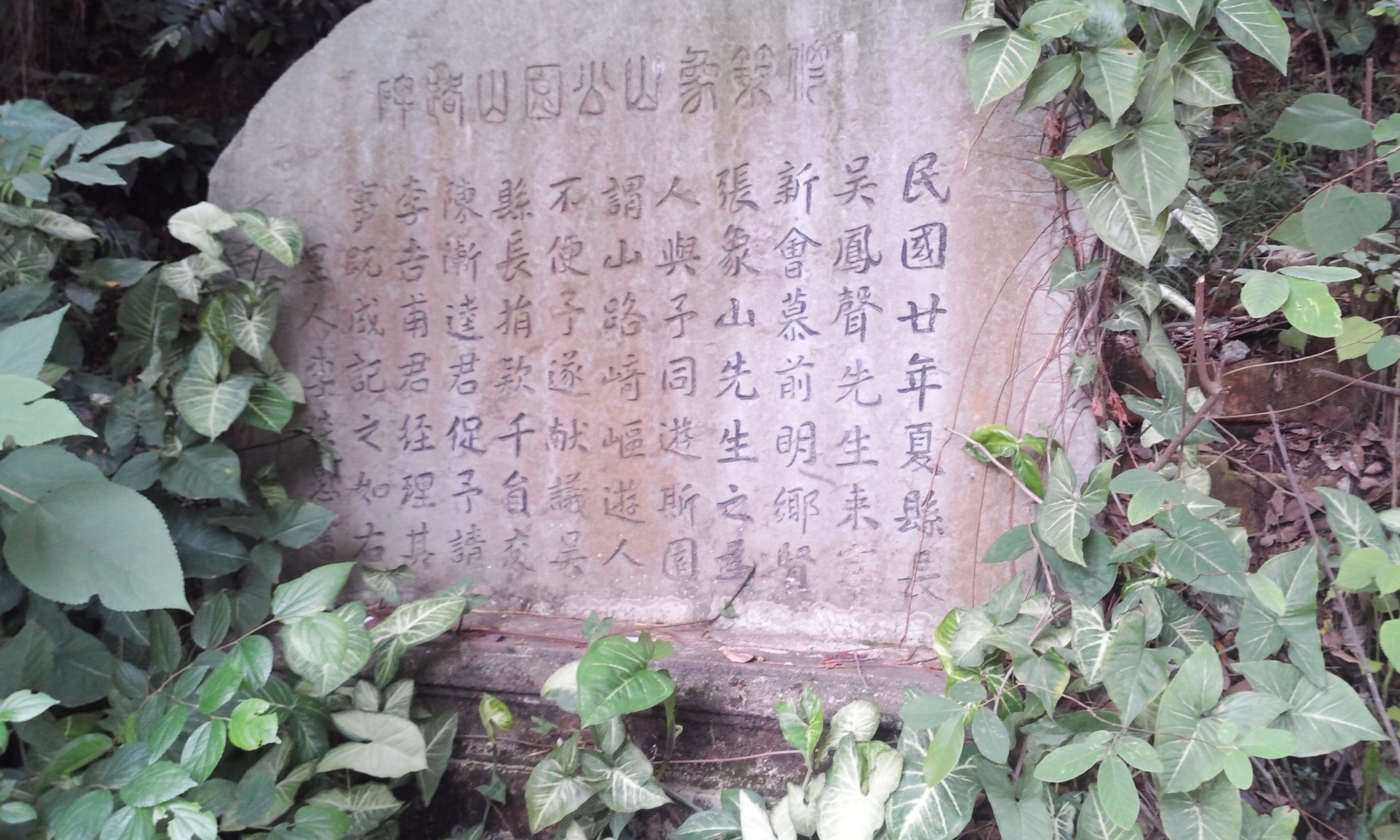
新會象山公園

### 中華人民共和國時期

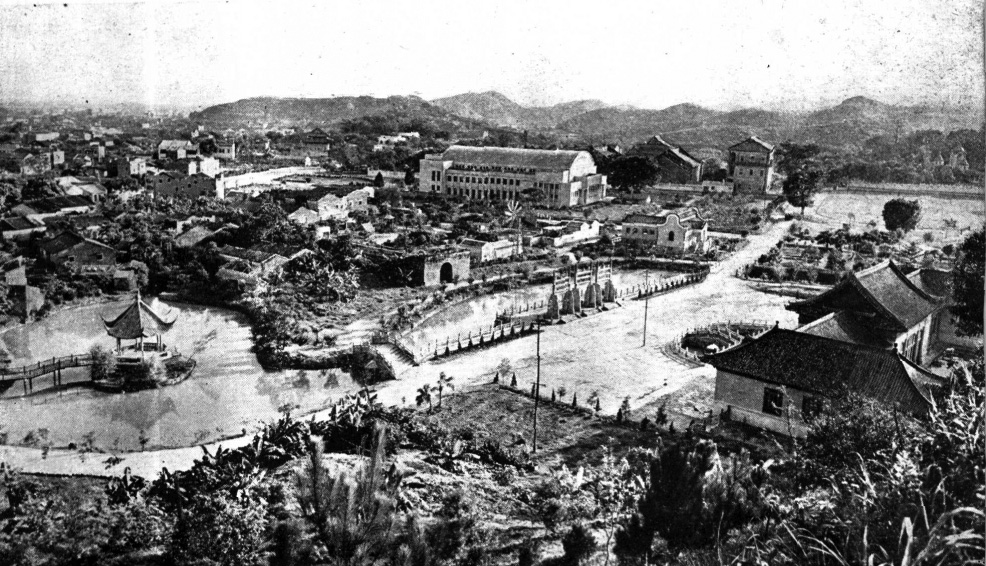
1950年代末或1960年的新会县城

1949年中華人民共和國成立後，於1951年1月12日將江门重新设市。同年3月，新會開展鎮壓反革命運動，34人被判死刑。土改開始後，土改隊刑訊逼供，無中生有出一個「反共救国军冈州楼山大队案」，株連229人，包括多名共產黨員和归侨、侨眷和港澳同胞家属，吊打致死6人，自殺12人。該案於1952年12月平反。1954年新會縣長向民提出“稻田变粮仓，河流变鱼塘，荒山变果林，农村变花园”的口號，使新会城市面貌发生巨变，创造出很多闻名全国的经验，成為广东省乃至全国的先进典型。大躍進開始後，新會政府下令解散公共食堂，向農民發還原有自留地，發展家庭承包；遏止浮誇風，不放衛星。在三年大饑荒期間，幸得海外華僑捐贈物資，新會仍有餘糧，沒有像其他地方出現全村餓死的慘況。
1965年7月19日，新会县劃出东南部上横公社、西安公社与中山县斗门公社、乾务公社、白蕉公社合设斗门县。文化大革命期間，中共禁止侨属與海外華僑聯繫，歸僑被批鬥、遊街、甚至以莫須有罪名執行槍斃。商業市場被關閉，只允許逢一、六日開市，造成物資緊張，市民生活水平嚴重倒退；強行禁止宗教活動，拆毀寺廟，遣散僧人。1970年6月古兜山小水电站群工程動工，1975年竣工，建成11座水庫、水電站20座，解決了新會工農業用電緊張。1971年，為解決新會耕地不足問題，政府決定在崖南進行填海造田，至今已造田6.4萬畝。1977年9月22日，外海公社及荷塘公社的潮連島劃歸江門市，結束新會縣域包圍江門市的歷史。
1978年十一屆三中全會結束後，政府平反文革時的冤假錯案，經濟恢復發展迅速。1984年3月，全縣撤公社建區。1986年11月24日，全縣20個區全部撤區建鎮。1992年5月13日，政府決定開發會城南部，行政中心隨即南移，南部新城區開始建設。同年10月8日經中國國務院批准，新会撤縣置市，為省直辖縣級市，由广东省政府委托江门市代管。1994年3月，禮樂鎮劃歸江門市。1995年2月，為解決会城河兩岸交通嚴重擠塞，会城河综合治理工程開工，2002年9月竣工。2002年4月28日崖門大橋建成通車，結束了銀洲湖兩岸擺渡的歷史。同年9月，新會撤市設區成为江门市一个市辖区。
2010年12月16日，中國鐵道部、廣東省人民政府及中國南車集團簽約，確定支持在新會合作建立廣東軌道交通產業園。2011年1月7日廣珠城際鐵路建成通車，新會納入中國高速鐵路路網。2012年12月30日，縱貫新會全境的廣珠鐵路建成通車，新會融入中國鐵路路網。2013年，中國核工業集團擬在距離新會市區25公里的鶴山市址山鎮建設大型的核燃料加工廠，項目計劃一出，新會以至周邊城市的民眾隨即表達了強烈反對。自7月12日起連續三日，數千名市民到江門市政府門外集會示威抗議，最終逼使當局永久終止該項目。2018年7月1日，江湛鐵路開通運營。2021年12月31日，珠西綜合交通樞紐投入使用。

## 地理

### 位置範圍

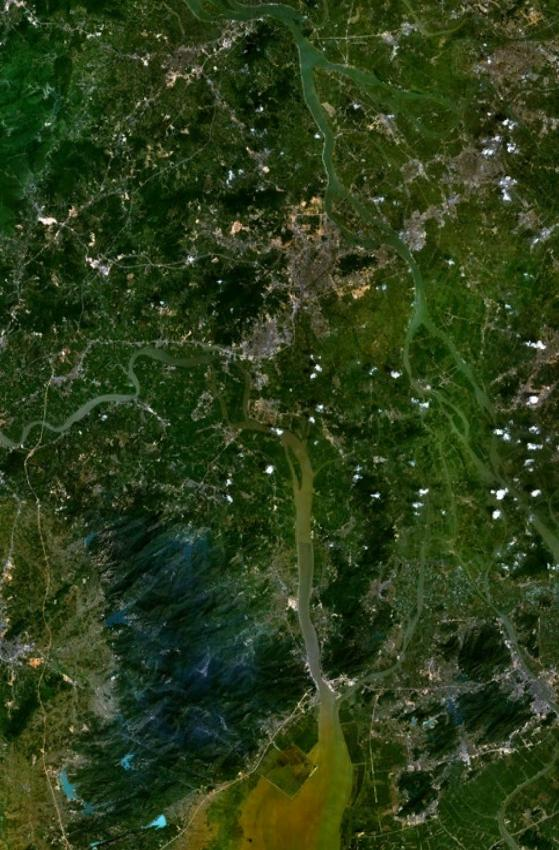
新会卫星地图

新會位於太平洋南海北岸。地域範圍為東經112度46分55秒至113度15分43秒，北緯22度5分15秒至22度35分1秒之間。擁有海岸線14.9公里，東西寬48.8公里，南北長54.5公里。總面積為1,354.7149平方公里，其中陸地總面積約為1,097.59平方公里，水域面積約為257.12平方公里。東隔西江與中山市相望，东南與珠海市斗门区接壤，西南隔古兜山脈與台山市接壤，西與开平市隔石步河相望，北與鹤山市、蓬江區及江海區毗鄰。

### 地質構造
新會地區地質史歷時6億年以上，由寒武纪發展到第四紀，才基本形成現今的地貌，當中經過了三個主要階段，即地台基底形成階段，地台蓋層發育階段和大陸邊緣活動帶階段。尤其崖门镇青石坑擁有獨特的第四紀早期冰川时代形成的冰臼。
到了第四纪末期，地壳下降，形成一个浅海湾，新会三角洲就在此海湾发展而成，其後經過西江和潭江幾千年來的河流作用，新三角洲平原逐漸向海推進，特別是在近九百年時間里，新会的东部才逐漸形成現在這樣遍布河網的沖積平原。

### 地形地貌
新會地勢西北高東南低，平原佔總面積的45.49%，有海湾冲积平原、三角洲冲积平原及山谷冲积平原。山地約佔總面積的35.53%，有圭峰山脈、古兜山脉和牛牯岭山脈，其中古兜山主峰獅子頭為新會最高点，海拔高度為982米。

### 水文

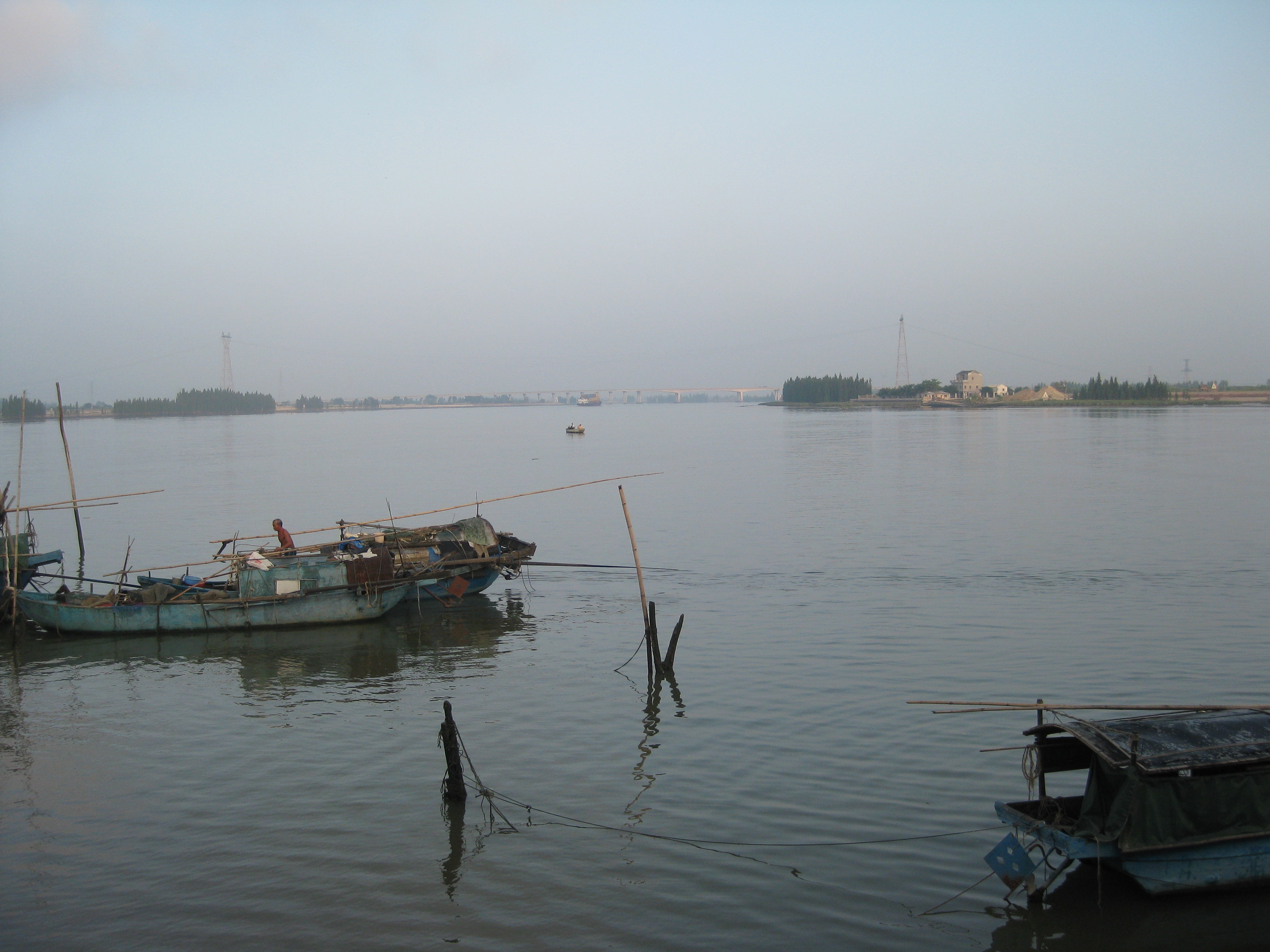
潭江新会牛湾段

新會地處西江、潭江匯合處和入海口，素有「江海要衝」之稱。水域面積佔總面積之18.98%。西江幹流位於新會東部，從大鳌鎮百顷鄉张字围進入新会境內，幹流在此一分爲二，统稱“磨刀門水道”。东幹流为新会、中山界河；西幹流向南流至睦洲口後分三支流：向西為虎坑河，中途匯入江門河和百赤海流入銀洲湖，是西江连通崖门水道的主要河道。向南流为劳劳溪經虎跳门水道入海。向東南流為荷麻溪經泥灣門水道入海。东、西幹流在大鳌尾怡兴围重新汇合，出境流入中山及斗门，境內河長20公里，流域面積30.2平方公里。江中較大的岛有古井島、大鳌岛、三江島等等；其中古井島面积达203平方公里，为新会最大岛屿。西江新会段在睦洲、三江、黄涌均設有水位站。
潭江由司前鎮田边鄉入境，为新会的“母亲河”。横贯境内中西部，流至会城溟祖咀与西江支流江门河汇合。繼而折向南流，经银洲湖出崖门入海。潭江新会段長63.7公里，流域面積909.4平方公里。江中較大的岛有三益島、七堡岛、南坦島等；其中溟祖咀至崖门口一段称“银洲湖”，亦称崖门水道，是西江、潭江汇集而成的水道，面积约36.42平方公里，为新会面积最大的水域。除西江、潭江兩大水系外，另有田邊涌、古兜涌兩條獨立小河。

### 土壤與植被
新會主要有9大主要土類，15个亚类，34个土属，76个土种。土壤偏酸，土质肥沃偏粘，土层深厚，地下水位高。
新會屬於古熱帶植物區馬來亞植物亞區北部灣地區，處於熱帶東部偏濕性季雨林、雨林生物氣候區域、北熱帶半常綠季雨林、濕潤雨林地帶、粵、桂、瓊臺地、丘陵半常綠季雨林區。植被分為常綠闊葉林、楓葉林、沟谷雨林、灌草叢、人工林、農田種植植物等。新會的原生植被已不存在，所見的自然植被均為次生，森林資源包括天然和人工次生林。2016年森林覆蓋率為33.74%。植物種類資源一千多種，其中屬國家保護樹種有銀杏、水松、水杉、半楓荷、吊皮錐、紫荆木、石梓、白桂木等十餘種。擁有國家級森林公園圭峰山国家森林公园；省级自然保护区古兜山省级自然保护区。

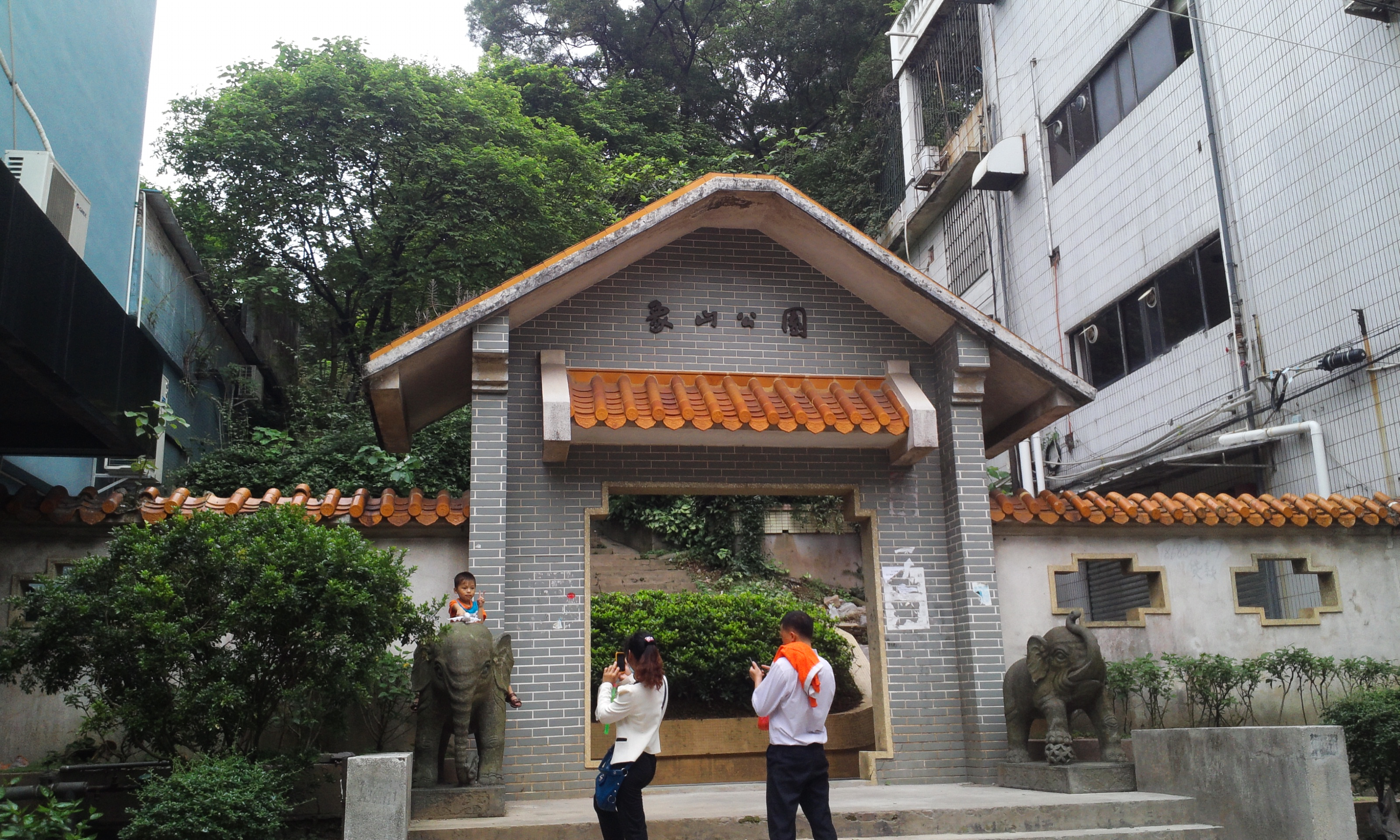
象山公園入口

### 野生動物
新會在脊椎動物地理分佈區划上隸屬東洋界華南區閩廣沿海亞區。主要為獸類、蟲類、魚類和鳥類。其中有國家二類保護動物倉鴞、鯪鯉、山瑞和田雞。其中魚類資源最豐富，主要包括銀魚、弹塗鱼、鰻鱺、鱖魚、河魨等數十種。鸟类有中华秋沙鸭、夜鹭、黃胸鵐、夜鷹等七十一种。兽类有水獭、果子狸、野豬等十多种。虫类有蜂、蝴蝶、蛇等幾十种，其中毒蛇种类较多。

### 自然資源
新會已初步探明的矿种主要有钨、锡、褐钇钶矿、锆石、独居石、绿柱石、离子吸附型稀土矿等有色金属和稀土；非金属矿有石英砂、石英石、泥炭土、黑泥、白泥等。其中石英砂蕴藏量大，主要分布於双水、古井、崖西和沙堆等地；金屬礦以锡為主，古井分佈較多，其次是钨。
新会淡水资源丰富，多年平均径流深1037毫米，地面径流总量15.05亿立方米，浅层地下径流量2.52亿立方米。枯水年地面径流总量9.88亿立方米，浅层地下径流量1.44亿立方米。地下淡水资源补给量全年为2.76亿立方米，开采资源全年为0.29亿立方米。人均佔有水資源量2,282立方米，畝均佔有量2,282立方米，分別為全國平均值的84%和12.53倍。

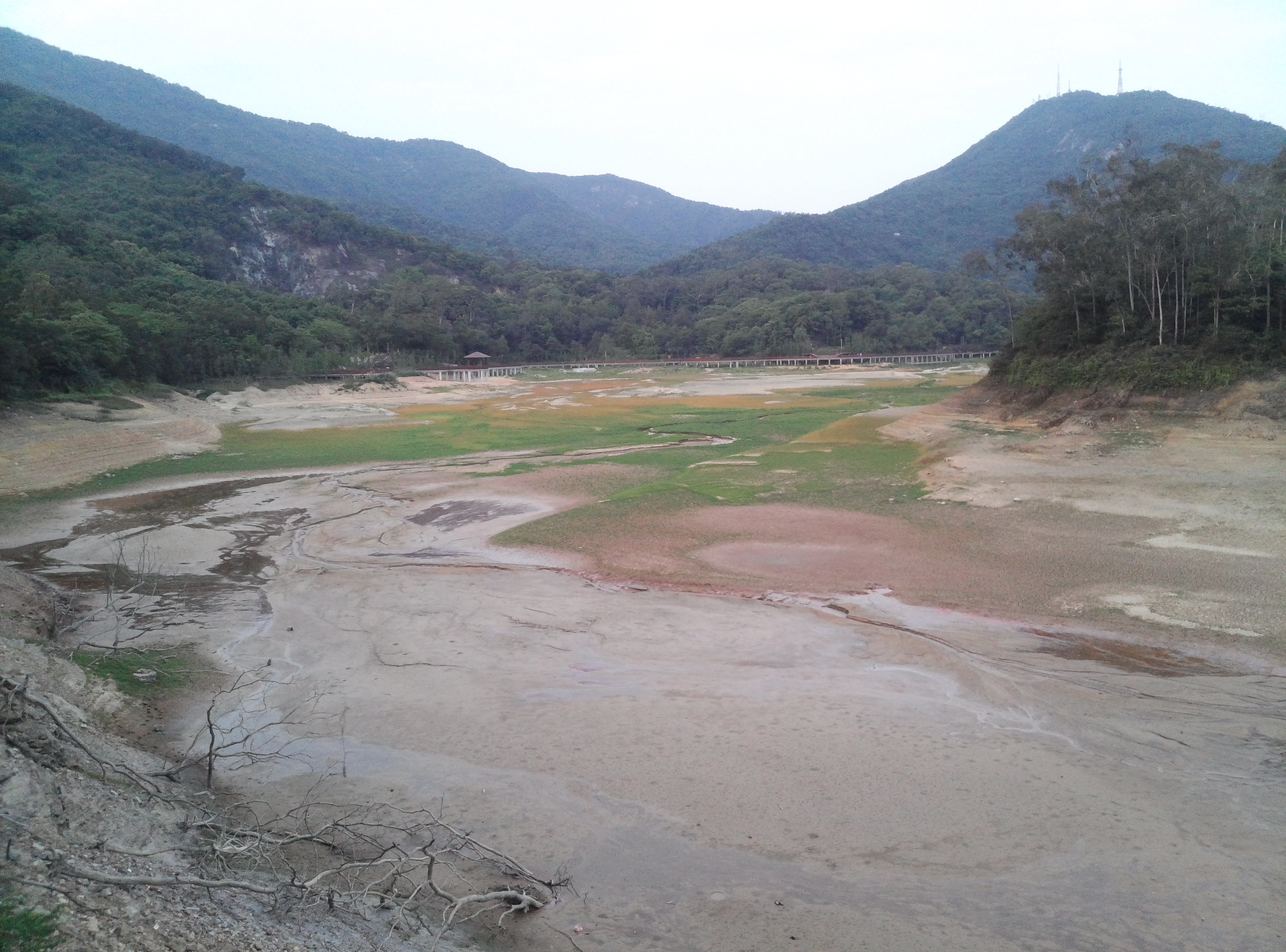
乾涸的石澗水庫。右方遠處為圭峰山

### 气候
新会位於熱帶東亞季風區，屬南亞熱帶海洋性季風氣候，氣候的基本特點是“溫和濕潤、日照充足、雨量充沛、無霜期長”。每年年底，西伯利亞的高氣壓將乾燥而寒冷的空氣吹向低氣壓的太平洋，成為了冬季時的季候風。年中時間，太平洋形成了高氣壓，這股夏季季候風則會吹向歐亞大陸，帶來多雨潮濕的夏季。每年2月至4月為春季，氣候清涼潮濕，多雲有霧，能見度低。5月至7月為夏季，炎熱潮濕，降雨量多。8月至10月為秋季，氣溫始降，溫差始增。夏秋兩季亦是颱風季節，有時會引發水浸及山泥傾瀉；經常受到熱帶氣旋吹襲。11月至翌年1月則是冬季，寒冷乾燥，偶有霜凍，不會降雪。
據1957年以來氣象資料查考，市區年均气温21.2℃。极端高气温38.3°C（2004年7月1日），极端低气温0.1°C（1963年1月16日）。全年最冷为1月，平均气温13.4°C；最热为7月，平均气温28.3°C。降水量年平均1,773.8毫米，年降水量最多为2826.9毫米（1965年）；最少为1127.9毫米（1977年）。降水量集中在4月至9月，其中4月至6月以锋面低槽降水为主；7月至9月台风降水活跃。降水量由北向南逐渐增加。年均日照时数1735.9小时，日照时数最多為2097.5小时（1963年）；最少1459.1小时（2006年）。年平均无霜期为349天。年平均氣壓為1009.7毫巴。年平均風速為2.3米/秒，以東北風為主導風向。年平均相對濕度為81%，5、6月份最高，為87%；12月份最低，為72%。
| 新会多年平均      | 新会多年平均 | 新会多年平均 | 新会多年平均 | 新会多年平均 | 新会多年平均 | 新会多年平均  | 新会多年平均  | 新会多年平均  | 新会多年平均 | 新会多年平均 | 新会多年平均 | 新会多年平均 | 新会多年平均    |
| 月份              | 1月          | 2月          | 3月          | 4月          | 5月          | 6月           | 7月           | 8月           | 9月          | 10月         | 11月         | 12月         | 全年            |
| ----------------- | ------------ | ------------ | ------------ | ------------ | ------------ | ------------- | ------------- | ------------- | ------------ | ------------ | ------------ | ------------ | --------------- |
| 日均气温 °C（°F） | 14.3 (57.7)  | 15.3 (59.5)  | 18.2 (64.8)  | 22.4 (72.3)  | 25.7 (78.3)  | 27.6 (81.7)   | 28.5 (83.3)   | 28.4 (83.1)   | 27.2 (81.0)  | 24.6 (76.3)  | 20.2 (68.4)  | 15.9 (60.6)  | 21.2 (70.2)     |
| 平均降水量 mm（） | 33.6 (1.32)  | 61.6 (2.43)  | 66.9 (2.63)  | 185.8 (7.31) | 253 (10.0)   | 320.5 (12.62) | 258.7 (10.19) | 281.6 (11.09) | 216.9 (8.54) | 65.2 (2.57)  | 38.1 (1.50)  | 26.5 (1.04)  | 1,773.8 (69.83) |
| 月均日照時數      | 118.1        | 76.9         | 69.4         | 81.2         | 132.1        | 155.5         | 214.1         | 192           | 173          | 188.5        | 173.2        | 159.4        | 1,735.9         |
| 来源：气候監測    |              |              |              |              |              |               |               |               |              |              |              |              |                 |

## 政法

### 行政区划
新会区下轄1個街道和10個鎮。
- 街道办事处：会城街道
- 镇：大泽镇、司前镇、罗坑镇、雙水镇、崖門镇、沙堆镇、古井镇、三江镇、睦洲镇、大鰲镇

| 新會區行政区划图                                                                                    | 新會區行政区划图 | 新會區行政区划图  | 新會區行政区划图 | 新會區行政区划图 | 新會區行政区划图 | 新會區行政区划图 | 新會區行政区划图 | 新會區行政区划图 |
| --------------------------------------------------------------------------------------------------- | ---------------- | ----------------- | ---------------- | ---------------- | ---------------- | ---------------- | ---------------- | ---------------- |
| 会城 江門 三江 禮樂 棠下 外海 司前 羅坑 雙水 古井 睦洲 崖門 杜阮 大澤 沙堆 大鰲 荷塘 潮連 上橫 西安 |                  |                   |                  |                  |                  |                  |                  |                  |
| 区划代码                                                                                            | 区划名称         | 面积 （平方公里） | 政府驻地         | 邮政编码         | 行政区划         | 行政区划         | 行政区划         | 行政区划         |
| 区划代码                                                                                            | 区划名称         | 面积 （平方公里） | 政府驻地         | 邮政编码         | 街道             | 镇               | 社区             | 行政村           |
| 440705                                                                                              | 新會區           | 1354.7149         | 会城街道         | 529100           | 1                | 10               | 32               | 193              |
| 440705001                                                                                           | 會城街道         | 143.8698          | 新橋路9號        | 529100           |                  |                  | 19               | 29               |
| 440705101                                                                                           | 大澤鎮           | 83.5054           | 新龍北1號        | 529162           |                  |                  | 1                | 14               |
| 440705102                                                                                           | 司前鎮           | 89.5428           | 司前鎮前路5-1號  | 529159           |                  |                  | 1                | 13               |
| 440705103                                                                                           | 羅坑鎮           | 117.8888          | 陳沖鎮前路2號    | 529157           |                  |                  | 2                | 15               |
| 440705104                                                                                           | 雙水鎮           | 207.4435          | 康寧街西3號      | 529153           |                  |                  | 2                | 37               |
| 440705105                                                                                           | 崖門鎮           | 289.0995          | 迎賓南路16號     | 529152           |                  |                  | 2                | 17               |
| 440705106                                                                                           | 沙堆鎮           | 96.2528           | 沙堆中心路13號   | 529147           |                  |                  | 1                | 11               |
| 440705107                                                                                           | 古井鎮           | 112.3185          | 古井人民路79號   | 529145           |                  |                  | 1                | 15               |
| 440705108                                                                                           | 三江鎮           | 82.4332           | 河濱西路1號      | 529142           |                  |                  | 1                | 12               |
| 440705109                                                                                           | 睦洲鎮           | 79.7961           | 長安街51號       | 529143           |                  |                  | 1                | 14               |
| 440705110                                                                                           | 大鰲鎮           | 52.5645           | 光大路3號        | 529144           |                  |                  | 1                | 16               |

#### 範圍定義
- 行政概念：即指现轄1個街道和10個鎮的地區範圍。
- 傳統概念：新会的傳統範圍除今天的新会區外還包括與之接壤的蓬江区、江海区及斗门區莲洲镇（除蜻蜓洲、新洲以南等乡村）、白蕉镇竹银一带，共1922.5平方公里。[33][34]现江门市辖三区及斗门的上横、西安、竹銀均是1949年后分别析置于原新会县。

### 黨政機構
中國共產黨是新會區唯一的執政黨，在新會設有其地方組織——中國共產黨新會區委員會，由中國共產黨新會區人民代表大會選舉產生，向其負責並報告工作，貫徹執行上級黨組織的方針、指示和黨代會的決議，領導新會區的工作，現任区委書記為林锡波。新會區人民政府是新會區地方國家權力機關的執行機關和區級國家行政機關，現任区長為林锡波。新會區的政治體制與中國大陸各縣級政府基本相同，作為江門市的一個市轄區，新會區委、區政府等機構受江門市委、市政府等機構的領導。
新會區人民代表大會常務委員會是區人大的常設機關，現任區人大常委會主任為郑祖材。中國人民政治協商會議新會區委員會是中國人民政治協商會議在新會的地方組織，是愛國統一戰線和中共領導的多黨合作、政治協商的地方重要機構，現任區政協主席為张华。中國共產黨新會區紀律檢查委員會是中國共產黨在新會區的紀律檢查機關，現任區纪委書記為孙叶伟。
新會主要的民主黨派和人民團體有，民革新會區委、民盟新會區委、民建新會區委、民進新會區委、農工黨新會區委、致公黨新會區委、九三學社新會區委、新會區總工會、共青團新會區委、新會區婦聯、新會區殘聯、新会区企协。

### 法制機構
新會區人民法院是新會區的國家審判機關，代表國家依法獨立行使在新會區行使審判權，其審判業務歸廣東省高級人民法院和江門市中級人民法院監督指導，對新會區人民代表大會及其常務委員會報告工作，現任院長為梁培招。新會區人民檢察院是新會保證憲法和法律統一實施的國家法律監督機關，代表國家依法獨立行使在新會區行使檢察權，其檢察工作歸廣東省人民檢察院領導，對新會區人民代表大會及其常務委員會報告工作，現任檢察長為盧樹圖。另外，新會區人民政府下設的司法局、公安分局、監察局和法制辦公室為政府主管司法行政、維護公共安全、紀檢監察和法制事務的工作部門。

## 经济
新会清末民初之前仍然以手工业为主，产品以葵扇著称。清光绪年间，葵扇、夏布、烟丝、蚕丝、茶叶已经成为出口商品，行销香港及国内外等地。新會開埠後，新会建成江鹤、江会、江海、江北、江礼、江佛、新开七条公路，加强对外联系，促进了经济发展。1936年时，新会葵扇年产生葵1.3亿柄，葵制品远销苏联、美国、英国、法国、古巴、哥伦比亚、秘鲁、智利等20多国家和地区。柑、桔、橙水果总产量为77900吨，占全省产量的47.2％，远销香港、南洋和国内各大城市。在中國推行經濟改革的政策以後，新会吸引了香港、澳門和國外的大量資本進入，五金、食品、造纸、集装箱、纺织、钢材、电器、摩托车、地铁高铁等工業有了快速的發展。據統計，2014年新會的國內生產總值為501.51亿人民幣；人均生產總值達到58828元人民幣。維達國際持有的「维达」商標在2002年被國家工商總局認定為中國馳名商標。

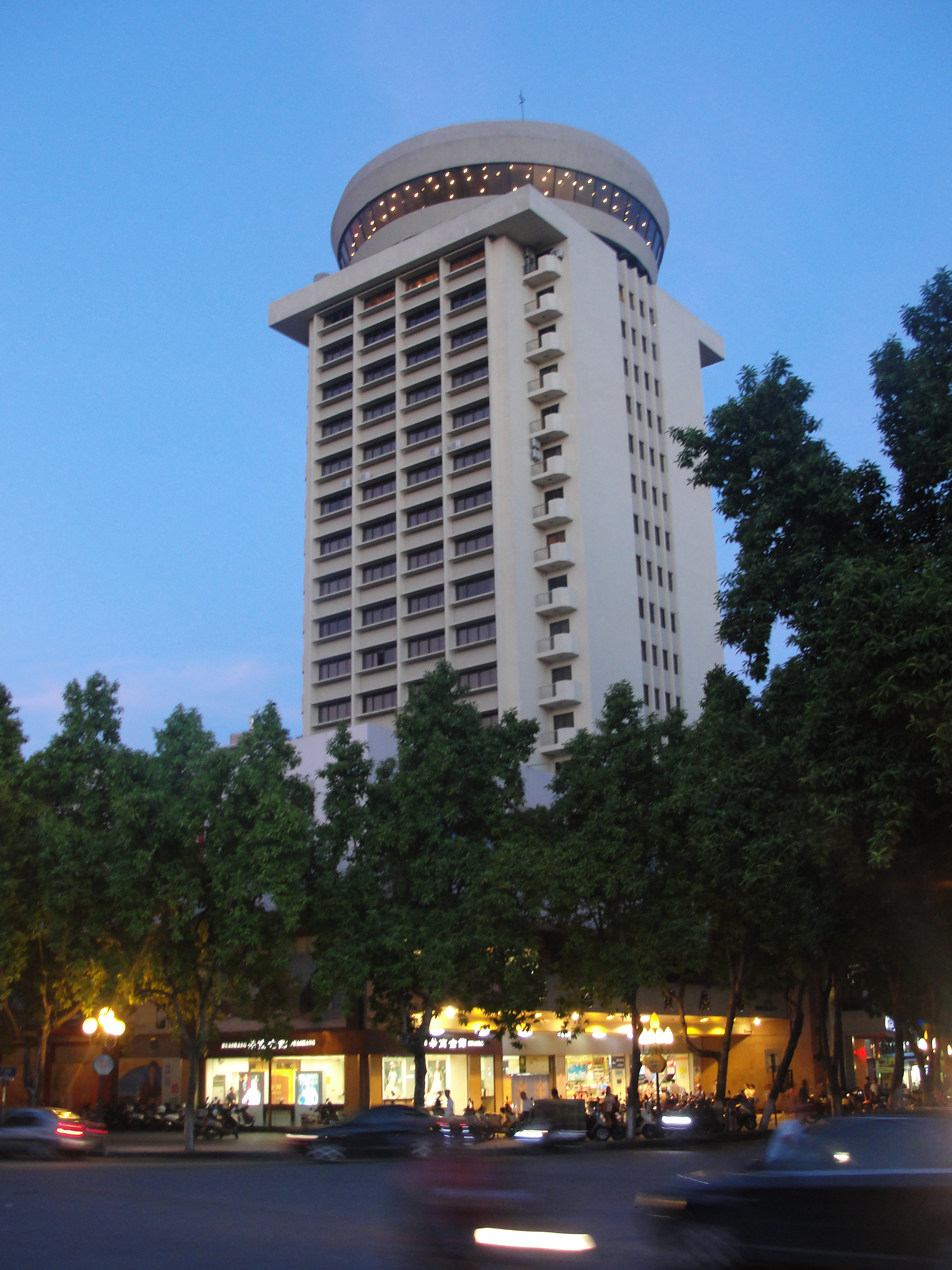
新会商业大厦，俗称廿一层，曾经是新会最高建筑，地处新会传统市中心

### 銀湖灣濱海新城
银湖湾滨海新城（以下简称银湖湾），2008年銀湖灣濱海新城首次出現在《粤港澳大湾区发展规划纲要》一是加强科技创新合作，二是建设宜居、宜业、宜游的优质生活圈。

### 財政
古時財政管理體系採取中央集權的方式，朝廷實行統一收支。1929年设地方财务委员会，管理全县地方款项收支。次年撤销，成立财政局，管理全县财政收支。1949年10月25日，中共江会区军管委员会设财经科，接管财政工作。1950年５月，新会县人民政府成立财政科，管理全县财政工作。1956年５月改為财政局。1958年1月與税务局、保险公司合并为财税局。1961年12月，财税局分设为财政、税务两局。1966年11月，财政局、税务局又合并为财政局。1968年8月，撤销财政局， 成立县革命委员会生产指挥部财贸组财税办公室，行使原财政、税务两局职能。1969年1月，财税办公室与会城房管处、计量所、小商贩管委会合并，成立财政管理站。1972年8月恢复财政局。截至2013年，全年地方公共財政預算收入38.3億圓，地方公共財政預算支出43.01億圓。

### 金融
新會在1904年開埠前，已經出現銀號、典當等生息資本金融活動。1930年代，中央銀行、交通銀行、中國銀行、農民銀行、廣東省銀行等銀行已在新會設立分支機構，同時出現了一些兼辦保險業務的機構和以貨幣兌換為主業的銀號。1951年7月，中國人民銀行新會縣分行；中國人民保險公司新會縣分公司成立。翌年3月，新會縣農村信用合作社成立，2011年改制成為新會農村商業銀行，2018年與江門融和農商銀行合併成立江門農商銀行，總部設在會城街道。1964年1月中國農業銀行新會縣分行設立；1977年9月設立中国人民建设银行新會縣分行；1979年10月，復設中国银行新会支行；1984年11月中國工商銀行新會縣支行成立；1998年廣東發展銀行在新會設立支行；2007年12月中國郵政儲蓄銀行新會支行成立；2011年6月交通銀行新會支行開業；2012年3月，中信銀行江門新會支行開業；同年8月，中國光大銀行江門分行在新會開業；翌月，興業銀行新會支行開業；2013年7月，滙豐銀行新會支行開業；2014年3月，招商銀行新會支行開業；2018年10月，廣州銀行新會支行開業。至今，若干家國內保險公司在新會設立了分公司。

### 農業
2009年底，新会總耕地面積255,361.65亩，人均0.34亩，其中水田245,541.9亩；水浇地3,490.8亩。2013年播種總面積641,564畝。其中糧食作物種植面積472,055畝；蔬菜種植面積116,514畝，水果種植面積53,766畝；糧食作物結構以水稻爲主；分佈全區各鎮。經濟作物以甘蔗、柑、桔、橙、香蕉五種作物為主，是中國商品糧生產基地和中国甘蔗生产基地之一。水產養殖面積為162,405畝，其中淡水養殖面積為141,000畝，海水養殖面積21,405畝，多數集中於大鰲、睦洲、沙堆三鎮。新會農業著名的品牌有：臨潮米酒、新會小農粘、新會柑、新會陳皮、甜水蘿蔔、睦洲黃沙蜆。其中，新会柑、新会陈皮在海外地區享負盛名，2006年成为国家地理标志保护产品。

### 工業

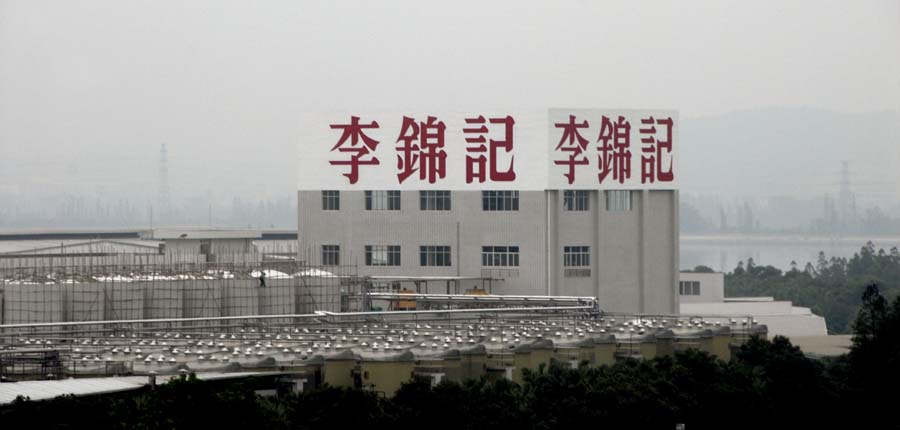
LeeKumKee_2009-04_JM

新會的工業歷史悠久，早在唐朝，官沖已有陶瓷工業生産，至明清兩代，手工業有較大發展，主要生產葵扇、夏布、煙絲、蠶絲、茶葉、紅糖等。清宣統二年會城开办第一间輾米機工厂。辛亥革命以后，相繼創建以机械动力生产的造纸厂、发电厂、糖厂、葵廠等私营工厂。中共建政后，没收地主、资本家的工厂，“改造”成地方國營企業，相繼創立了新會糖饼廠、新會水泥廠、新會鋼鐵廠、新會造船厂等企業，並在各鄉鎮發動手工業者建立了各種行業生产合作社。1958年，新會農業機械厰製成廣東省第一台手扶拖拉機。其後隨着中國改革開放，1979年建成廣東省第一家化纤（丙綸）企业，其後陸續建成中國規模最大的新會滌綸厰、新會錦綸厰，形成以“三綸”為龍頭的新興紡織基地。又引進先進設備和技術，利用外資發展各類型企業。1990年代末，新會政府實施“工業立市”戰略，國有與集體企業實施轉制。近年來，政府招商引資，實施名牌戰略。在食品产业、金属制品产业、纺织服装产业、建筑材料产业四大传统产业基礎上，又形成纺织化纤、机械电子、纸及纸制品、食品饮料、石化建材、运输设备及金属製品六大支柱產業。其中，会城的食品业和造纸业；双水镇的电力业、造纸业及拆船业；司前镇的不锈钢业、大鳌镇的集装箱业；罗坑镇的化纤纺织业；睦洲镇小家电业、造纸业、纸箱机械制造业等區域特色經濟發展迅速，成为当地重要的支柱产业。經中國國務院各部委審批，目前已建立中国（新会）不锈钢制品生产基地、国家火炬计划江门纺织化纤产业基地、广东银洲湖纸业基地、广东银洲湖石化基地和中国（新会）船舶拆解基地。世界500強企業中，已有部分相繼在新會設立了分公司。2010年年3月23日國家發改委宣布，在新會建立中車廣東軌道交通車輛(舊廣東南車軌道交通車輛)修造基地。新會著名的本土工業企業有：維達國際、李錦記（新會）食品有限公司、香港阿波罗（江门）雪糕有限公司、大有食品股份有限公司。非本土企業有大冢慎昌（广东）饮料有限公司。

### 商業

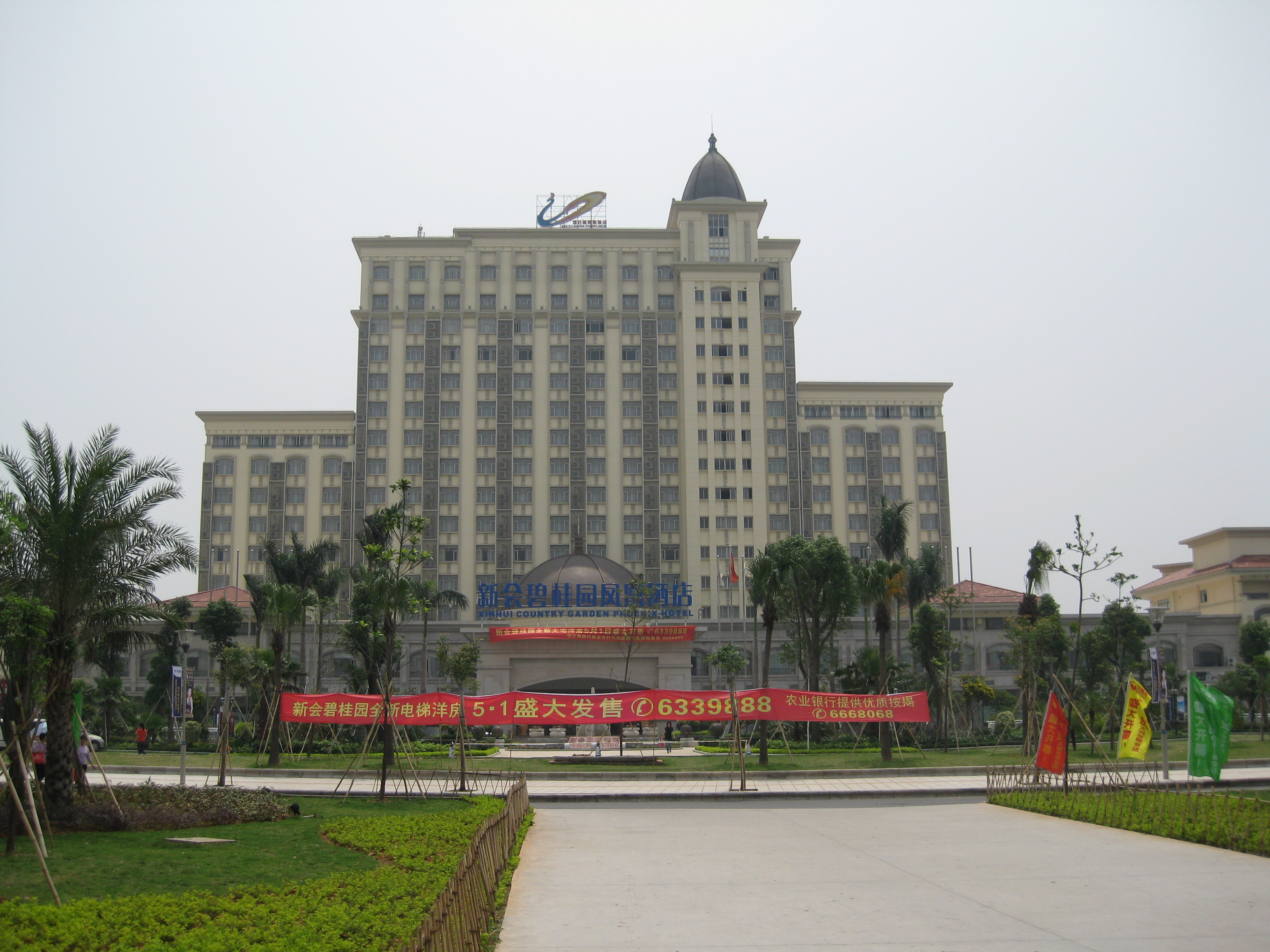
新会碧桂园

新会主要的商業區包括了以大新路、仁寿路一带为中心的傳統商業區。近年來在冈州大道与东庆北路興起了世纪廣場一帶的商圈，有苏宁电器、周大福金饰等品牌进驻。另一商圈銀湖灣商圈有广东深茂铁路有限责任公司等。新会本土的超市有华商、金天龙、永利、美华等，擁有多家分店，網點遍布各乡镇。新会的外資超市有华润万家、大润发、壹加壹等。餐飲業上，迎宾馆、冈州宾馆經營較為正宗的本地菜。金田电脑城与世纪数码城是新会最主要的電子消費產品市場。

### 旅遊業
新會將旅遊業列為支柱產業來發展，2014年旅遊業總收入為64億，共接待遊客1,005.29萬人次。旅遊住宿設施接待過夜遊客186.14萬人次，其中接待國內遊客145.91萬人次，國外遊客40.23萬人次，新會在1996年被列入第二批廣東省歷史文化名城，其旅遊資源主要在於其深厚的歷史文化積澱所帶來的人文景觀和山海相連的自然地理條件帶來的自然景觀，如圭峰山、小鳥天堂、梁啟超故居、崖南的圍墾、崖門水道東岸的宋元崖門海戰文化旅遊區，以及中國AAAA景區的新會古兜溫泉渡假村等。目前新會共有星級酒店四間。

## 人口
| 区划名称           | 常住人口（2020年11月） | 常住人口（2020年11月） | 常住人口（2020年11月） | 戶籍人口 （2010年11月） |
| 区划名称           | 总计                   | 比重 （%）             | 每平方公里 人口密度    | 戶籍人口 （2010年11月） |
| ------------------ | ---------------------- | ---------------------- | ---------------------- | ----------------------- |
| 新會區             | 909,277                | 100                    | 627                    | 758,039                 |
| 會城街道           | 489,087                | 53.79                  | 2677                   | 279,952                 |
| 大澤鎮             | 51,785                 | 5.70                   | 451                    | 39,512                  |
| 司前鎮             | 64,886                 | 7.14                   | 781                    | 66,012                  |
| 羅坑鎮             | 23,507                 | 2.59                   | 267                    | 35,858                  |
| 雙水鎮             | 60,785                 | 6.68                   | 421                    | 92,593                  |
| 崖門鎮             | 34,570                 | 3.80                   | 131                    | 40,771                  |
| 沙堆鎮             | 35,214                 | 3.87                   | 384                    | 34,635                  |
| 古井鎮             | 36,100                 | 3.97                   | 374                    | 42,590                  |
| 三江鎮             | 37,498                 | 4.12                   | 523                    | 48,482                  |
| 睦洲鎮             | 37,897                 | 4.17                   | 528                    | 43,743                  |
| 大鰲鎮             | 36,721                 | 4.04                   | 673                    | 33,875                  |
| 「銀湖灣濱海新區」 | 826                    | 0.09                   |                        |                         |
| 「新會區工業園區」 | 401                    | 0.04                   |                        |                         |

新会地處新会沖缺三角洲，農業生產條件相對優越，經過宋末至清末的围海造田後，土地开始增多，人口逐渐稠密，1939年新会人口已達到88萬。但此後歷經抗日戰爭的嚴重破壞，人口損失巨大，至1941年新会人口僅剩43萬人。戰後難民回鄉，人口恢復至62萬。中共建政後，新會隨即出現逃亡潮，人口銳減至48萬。
截至2019年底，新會區常住人口為88.16萬人，戶籍人口为234,362戶，765,313人，其中男性380,691人，女性384,622人。人口分佈方面，會城人口数佔總人口的53.79%，司前镇则佔7.14%，其餘的39.07%則分佈各鄉鎮。人口密度為634人/平方公里，人口密度最高为會城，每平方公里有1991人。而崖门的人口密度最低，每平方公里仅139人。
2021年，新會區公安户籍人口76.62萬人，其中城鎮人口42.88萬人，鄉村人口33.74萬人。
此外，新会是70幾萬海外華人的籍貫地，為中國著名僑鄉。祖籍新会的華僑、外籍華人、港澳同胞、归侨、侨眷、港澳同胞家属共1,315,922人，主要分佈在亚洲、美洲、欧洲、澳洲等五十七個國家和地區，其中印尼新會籍華僑达一百萬人，人们戏称“海外亦有一个新会”，因此被稱為「僑鄉」。
|                                    |
| 新会人口变动图（人） 420年－2020年 |

### 民族和族群
新会人口主要以漢族為主，佔總人口接近97.94%。根據2010年的數據，各鎮均有少數民族人口，共31個民族17,523人，其中大部分為壮族，另外還有瑶族、土家族、苗族等少數民族。新会的漢族大多是本土的四邑族群，以粤語四邑片的新会話為母語，有獨特的文化、風俗。水上人傳統上終身蜗居于船中，曾饱受陸上人的歧視，自1950年代以來大部分水上人已上岸定居。客家人是新会人數最少的族群，主要分佈在会城绿护屏村、石涧村；大泽镇同和、鲫鱼山的山區。

### 姓氏
根據1985年的數據，新会人口最多的首十個姓氏依次是梁、黃、李、陳、林、趙、張、吳、譚、鍾。

### 语言
新會話是粵語四邑方言之代表，歷史上新會作爲四邑地區政治、经济、文化、交通中心，因而新會話通行区域较广，通行於新會及其周邊地區，是以粵語爲主體，並受到其他語言影響，大量保留上古漢語及中古漢語的詞彙，譬如我們、你們、他們的人稱複數詞，則用卬(ngok21)、若(niak21)、厥(khiak21)等古漢語單字表達。

### 宗教

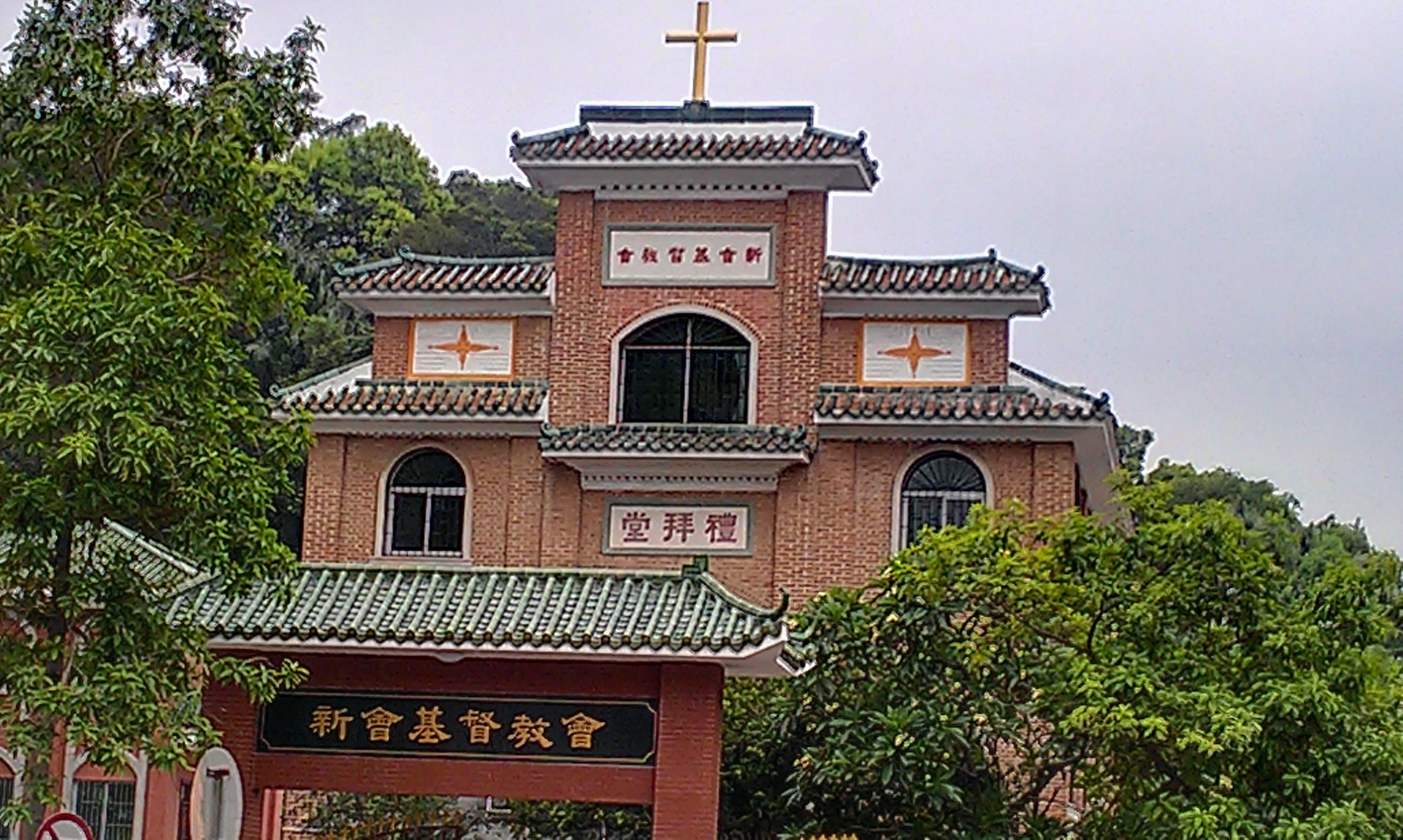
新會基督教會

目前，新会有佛教、道教、天主教、基督新教四大宗教，佛教在南朝梁天监元年（502年），天竺(今印度)
僧人智药三藏乘船来华，遭遇台风，在乌洞（今台山市广海镇）一带上岸，在此种下中国第一棵菩提树，其地后建灵湖寺。这是佛教最早到达新会郡地的文字记载。到了唐代神龙年间，佛僧一行来到新会圭峰山在山腰兴建玉台寺，从此香火鼎盛，后来更成为岭南四大古刹之一。道教以正一派为主，据记载，在唐宋时期开始已经有人修道炼仙，到元朝，新会道教颇为兴盛，明清时代开始衰落，如今最著名的道教宮觀为紫云观。天主教在清康熙三十三年（1694年）由那伏乡人御医高竹傳入新会，并在金紫街建教堂。教堂在雍正禁教时被官府收回，改作公所，后改为古冈义学，之后百多年新会都没有传教活动，但仍有世袭天主教徒。鸦片战争后，清廷允许洋人来华传教，世袭天主教徒将凤池里一座房屋卖给教会用来改建天主教堂，1954年迁至现址。基督新教在清同治十年（1871年）由美國长老会驻广州牧师那夏礼傳入，在会城东关路设立教堂。此后，英国卫斯理宗、英国圣公会、德国信义宗、美国公理宗、美国浸信会及安息日會等眾多的差會相继進入新会，分别在会城、江门及古井等地相继设立教堂。到光绪三十四年，新会共有教堂21间，其中基督教堂18间，天主教堂3间。2012年有宗教活动场所11间，教职人员60人，教徒3850人。

## 体育
新会傳統體育活動以武術、舞狮、舞龙、扒龙舟、游泳等為主。清道光年间，陈享创立蔡李佛拳，在海内外广为流传。20世纪初，近代体育在新会逐渐兴起。1932年，旅港同胞冯平山捐建的第一公共运动场建成。民国年间，新会籍运动员参加广东省第十一至十五届田径比赛，共获冠军32个。其中关玉叶打破当时女子跳高全国纪录。
目前，在足球方面，新会擁有參加珠江三角洲室内五人制足球超级联赛的江门千色花足球俱乐部，是江门市唯一一支足球俱乐部，主场设在新会体育馆。在跳水方面，被誉为“3米板王子”的亚特兰大奥运会银牌得主余卓成，以17岁之龄成为最年轻的男子3米板世界冠军，纪录至今仍未打破。也是世界唯一在世锦赛和世界杯上获得所有男子跳板项目全部6枚金牌“大满贯”的运动员。他共获得126面奖牌，包括11个世界赛冠军、22个国际赛冠军、和34个全国赛冠军。在游泳方面，郭华英参加1984年洛杉矶奥运会，蹼泳运动员刘秋荣于1987至1996年打破六项蹼泳世界纪录，郭华英之子何健彬在2010年新加坡青少年奥林匹克运动会夺得3金，成为“三冠王”。在马术方面，有“南国马术王子”之称的黄焯钦在2010年广州亚运会马术盛装舞步团体赛中，以65.593分为中国队获得银牌。此外，新会作为“国家高水平体育后备人才基地”，培養出很多全国冠军和世界冠軍，如：國家蹼泳隊教練李金勝、弹床的王劼谞、举重的李宏利、现代五项的高日笑等。

## 交通

### 港口
西江、潭江及其支流是新会境内主要航道，上溯廣西，下通世界各地。古代，水運曾是新会最重要的對外交通方式，在新会縣城興起和發展的過程中起到決定性作用。清末以后，由于会城河日渐淤塞变窄，再加上公路、鐵路兴起所带来之衝擊，新会水路交通中心逐渐被江门镇取代，1985年，来往各乡镇的短途水路客運陸續停航，来往港澳的長途水路客運亦于2003年底完全取消。江门脱离新会管辖后，政府于1979年在银洲湖北畔设立新会货运港，2001年10月，新会港成为国家一类货运口岸，银洲湖被国家确定为对外开放水域，面积达65平方公里。港口現有水陸域面積1.303平方公里，陸域面積0.163平方公里，分為天馬、河口兩大港區，共有90個公共泊位；天馬港區从事港澳及国际货物的运输；河口港區則從事国内货物运输。2014年貨物吞吐量為2,780萬噸。

### 公路

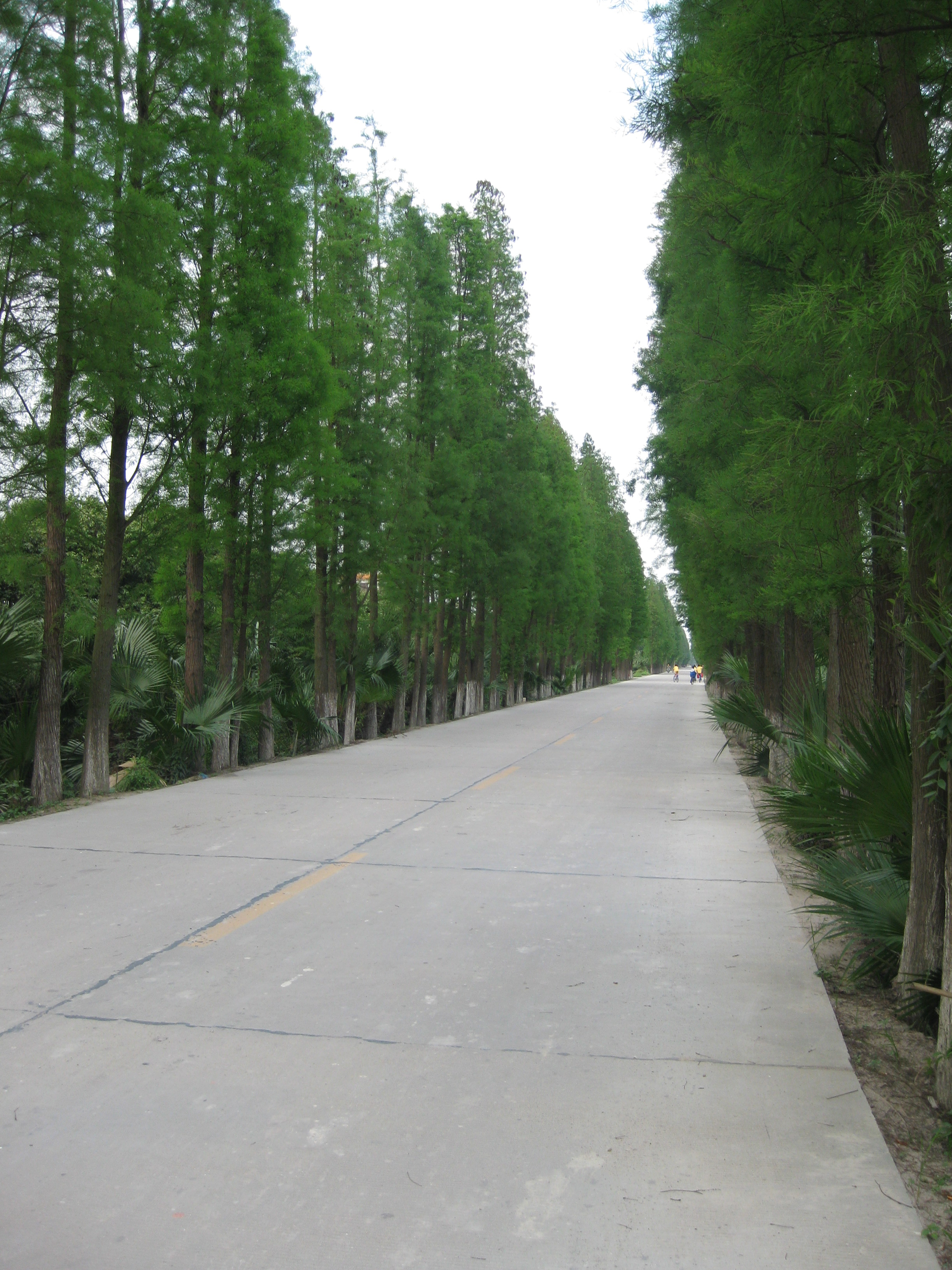
539县道双公公路是一条通往台山的公路

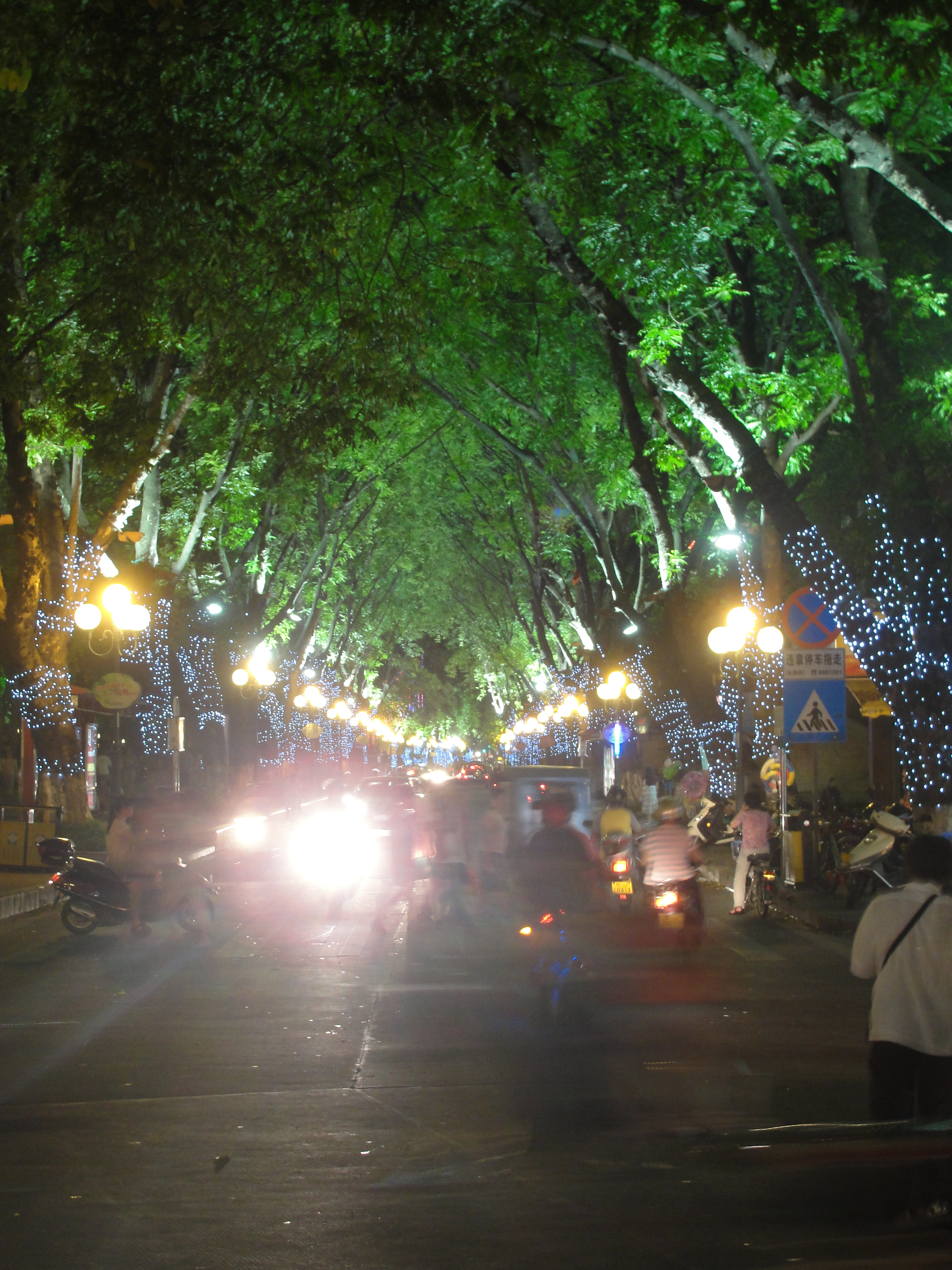
公园路，由于道路历史悠久，两侧绿化受的破坏较少，形成了极佳的植被覆盖

新会地处珠三角通往粤西的门户，“扼江海之要衝”，自古即為南北通衢。古代通往海南岛的驿道即經過新会。縣城南则建有东亭驛，沿用至清末。自1911年新宁鐵路通車開始，作為四邑地区交通中心，新会的對外交通獲得大發展的機會。1919年，旅加华侨黄伟如建成新會第一条公路—阮江公路。此後，華僑紛紛回鄉修築公路，從而使新會的道路建設有了較大發展。1924年築起江會路。中華人民共和國成立後，於1958年起，掀起修筑公路热潮進行大規模建設，至翌年底開始實現镇镇通公路，1986年，實現村村通汽車。1990年代，掀起第二次修筑公路热潮，修建了佛开高速公路及新台高速公路，擴寬和水泥化改造公路，迅速構建起包括高速公路、鐵路和水運在內的現代交通網絡，使新會成為广东省重要的交通樞紐之一。但在区內道路方面，受制资金短缺的限制，發展速度則稍為遜色，公路改造迟緩，边远農村公路仍然存在等級低、路況差的狀況。2016年末，新会共有公路通車里程1,847.25公里，公路密度為每百平方公里136.43公里。

### 鐵路

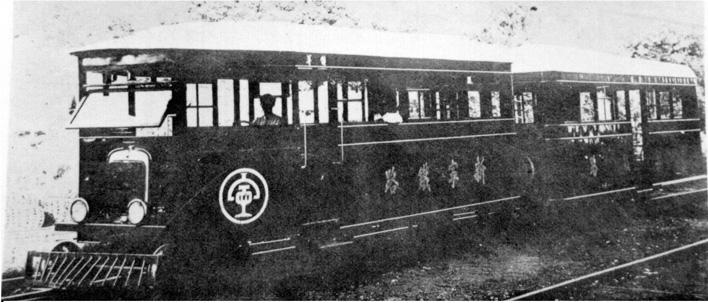
1930年代新寧鐵路的轻便列车

新会早在清宣统年间已有鐵路的出现，陈宜禧修建新会北街至新宁斗山的新寧鐵路，新會段全長约40公里，從東向西依次連接江门鎮、会城鎮、大泽鎮、司前鎮及牛湾鎮等乡镇。于1910年開工，1913年3月全線建成。其中大王市至牛灣一段更使用渡轮渡过潭江，成为中国第一条使用火车轮渡的铁路。1927年5月16日起，北街至会城一段使用轻铁列車行驶，成为中国第一条轻便铁路。七七事变后，為了防止日軍利用铁路进一步侵略，在1939年2月14日奉国民政府之命停运，最后被拆毀，至今仍未復建。

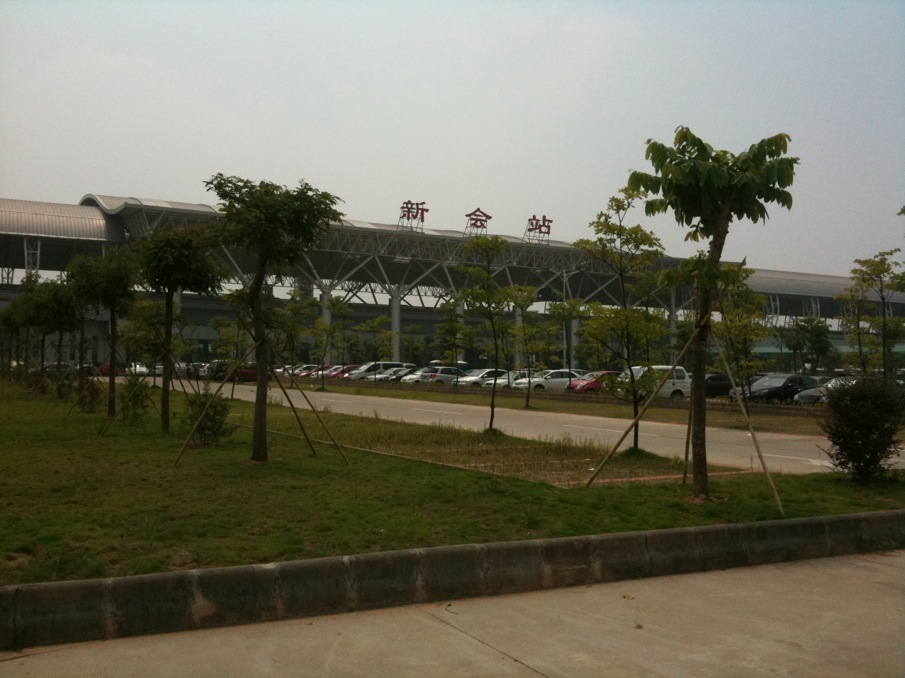
新會站

2012年12月30日，全長186.23KM的廣珠鐵路通車，珠西正式告別無鐵路投入運營。现时營運中的还有廣珠城際铁路，境內設有终点站新会站，2012年通车。而廣珠鐵路自北向南連接会城、三江、古井及沙堆等镇，長44公里，设有江门站及古井站，2012年通車。根據江门市城鄉规划局公佈的《江门市综合交通一体化规划（一期）》及新会国土资源局公布的《新会区土地利用总体规划图》，深茂铁路自東向西經過会城、雙水進入台山境内，新會設有江门站及雙水鎭站。江恩城際軌道由新會站向西延伸，經過南坦、小冈、罗坑、司前等乡镇進入開平，新會設有會城站、司前站。廣佛江珠城際軌道由新會站向南延伸，途經三江、睦洲進入珠海境内。斗珠城際軌道經過新會南部，在崖門設有蓮花石站；在沙堆設有南門站。上述多條鐵路建成後，新會成爲珠江三角洲重要的鐵路樞紐。2021年12月17日，建設珠肇高速鐵路江佛段，該段線路將于2025年銜接廣湛高速鐵路投入使用。2021年12月31日，江门站(珠西樞紐)正式啟用。2022年，珠肇高速鐵路江珠段投入建設。

### 航空
1949年7月，政府在江门镇北街西江河面开辟了江门至广州、江门至香港的水上飞机航线，三个月后因解放军南下而停航。现时，新会150公里半徑範圍內有廣州、寶安、珠海、香港、澳门等五個國際機場，可供新会市民使用。

### 公共交通

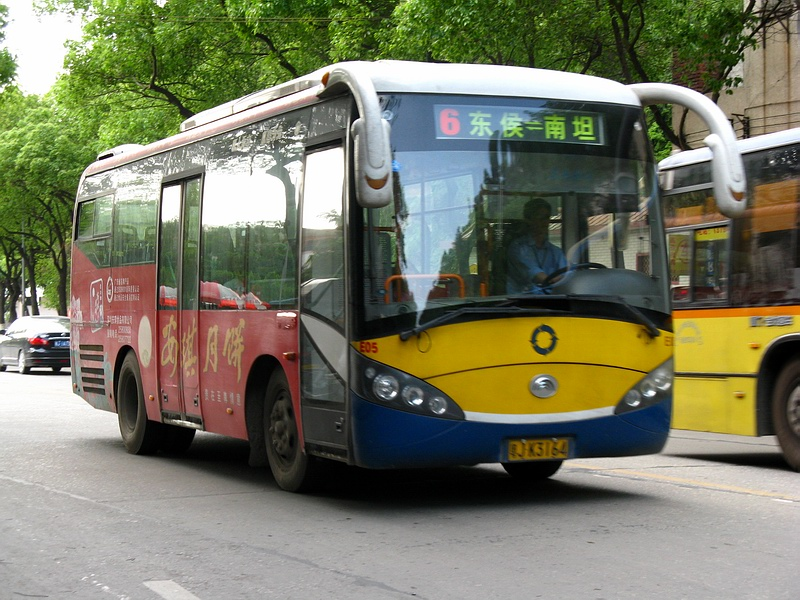
新會新福利時代的巴士

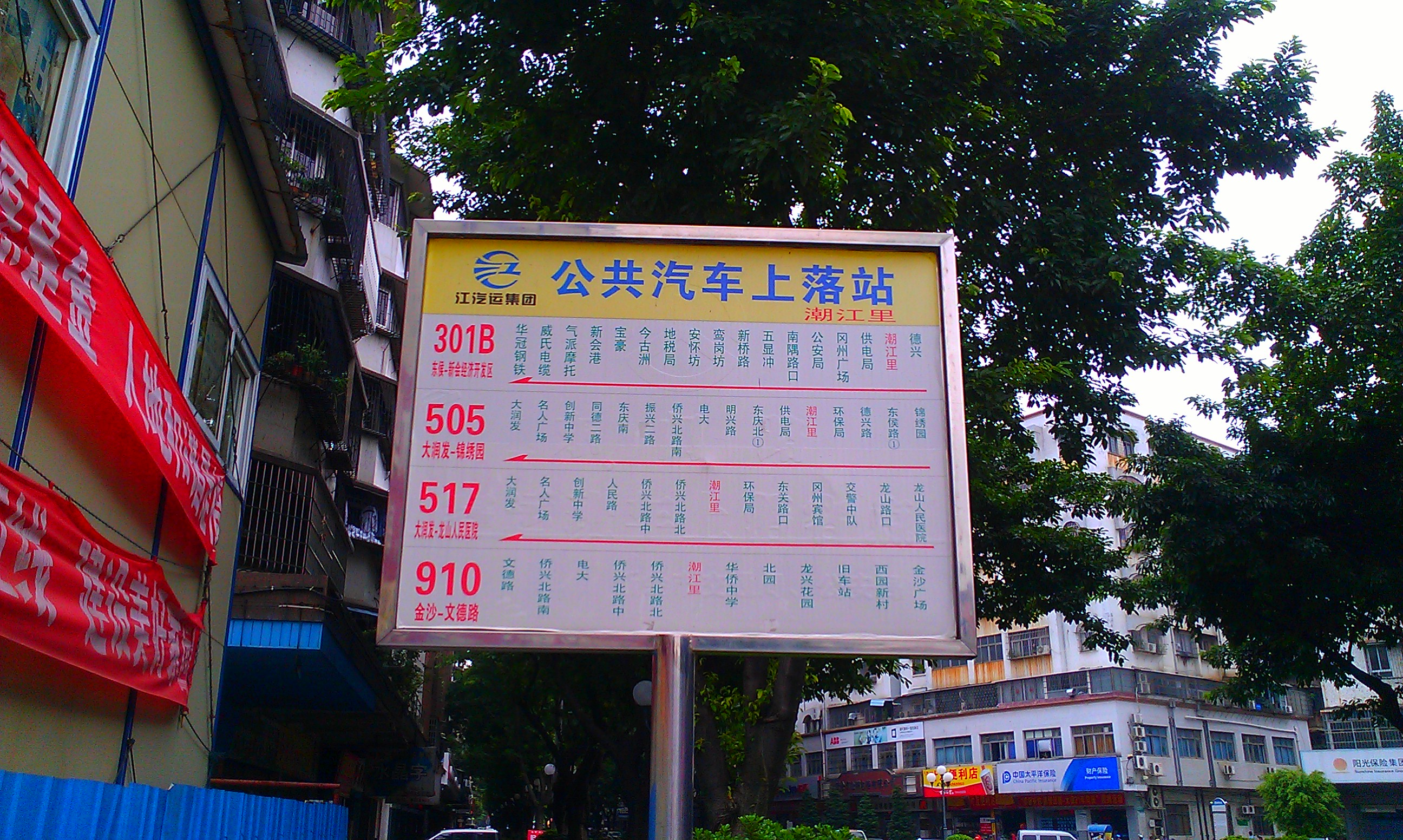
新會巴士站牌

1926年，张姓开平人创办东洲公司，開通了外海至江门的客运班车。隨后私營行車公司相繼創立，发展出会城至江门；江门至北街等多条客车路线。日治时期，县内公共交通中断，光復后才恢复通车。1952年至1955年4月，政府先後接管多间私人行车公司统一管理并成立新会县行车公司。1957年港澳華僑投资成立新會縣華僑行车公司，1969年成立新會汽車站。1996年设立公交运输，1999年7月，新會政府引入澳门新福利集团，成立新會市新福利巴士有限公司，为廣東省首家獨資外資公交企業。2005年，新诚公交汽车分公司參與營運。2010年，新福利和新誠兩間公司被江門市汽車運輸集團收購合併，目前，新会境内巴士均由該集團行走，截止到2014年全區共有54條巴士線路。

### 輪渡

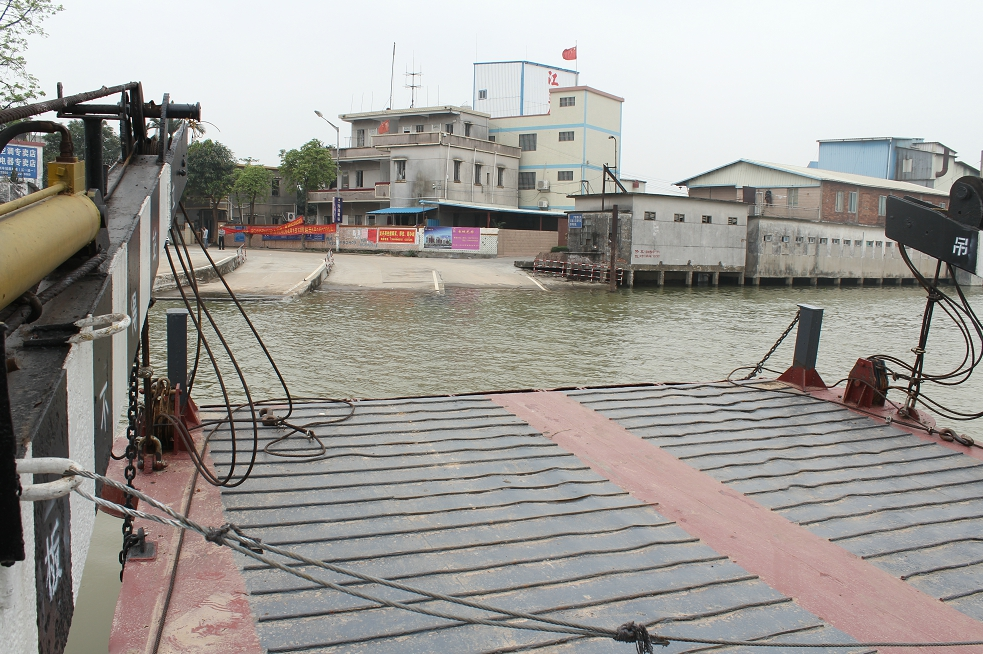
睦洲渡口

新会河流眾多，大部分乡鎮是依水而建，过渡是河道兩岸居民溝通的主要方式，因此渡口眾多。在大洞大橋與黃克競大橋建成前，会城來往東部、西南部各镇仍使用輪渡。近年來，由於橋樑增多，短途班車班次增加，多數渡口因客流量减少而逐步撤销。潭江上的渡口主要有石咀渡口、三和渡口等；而西江水面宽阔，来往黃布、石板沙、大嶼等孤島村落仍然依靠汽車輪渡出入。

## 文化
秦漢以降，中原人口不斷南遷新會，新會文化的初始形態開始形成。隋唐時期，寺廟相繼興建，興起宗教文化。北宋建孔廟後，尊孔興學之風興起。新會逐漸湧現出大批文人墨客，大量詩詞文集流傳後世。譬如，明朝的陳獻章，創立了心學學説；近代的梁啟超，有飲冰室合集等著作存世，這些都是新會文化之典範。

### 教育

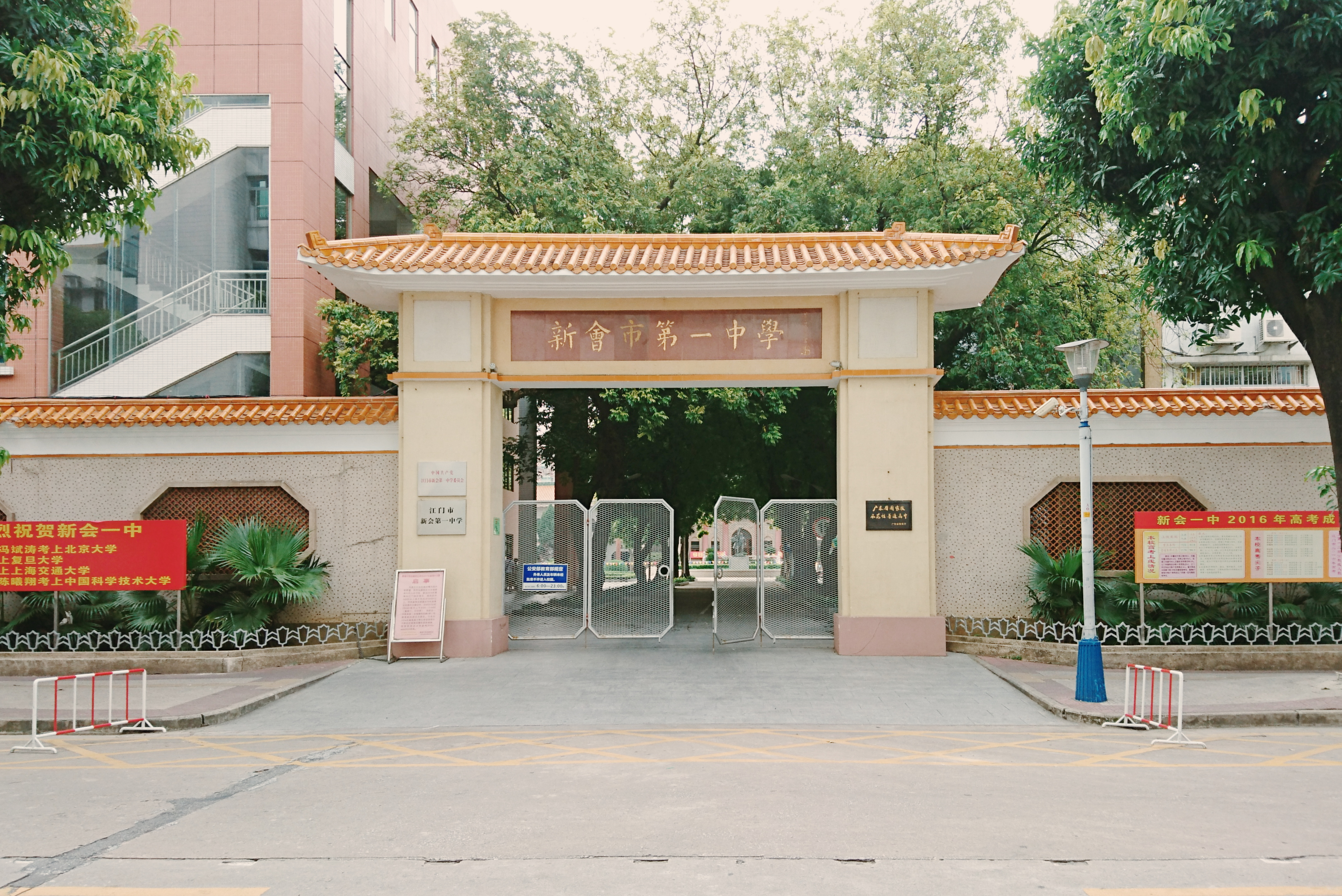
新會第一中學，門匾書寫「新會市第一中學」

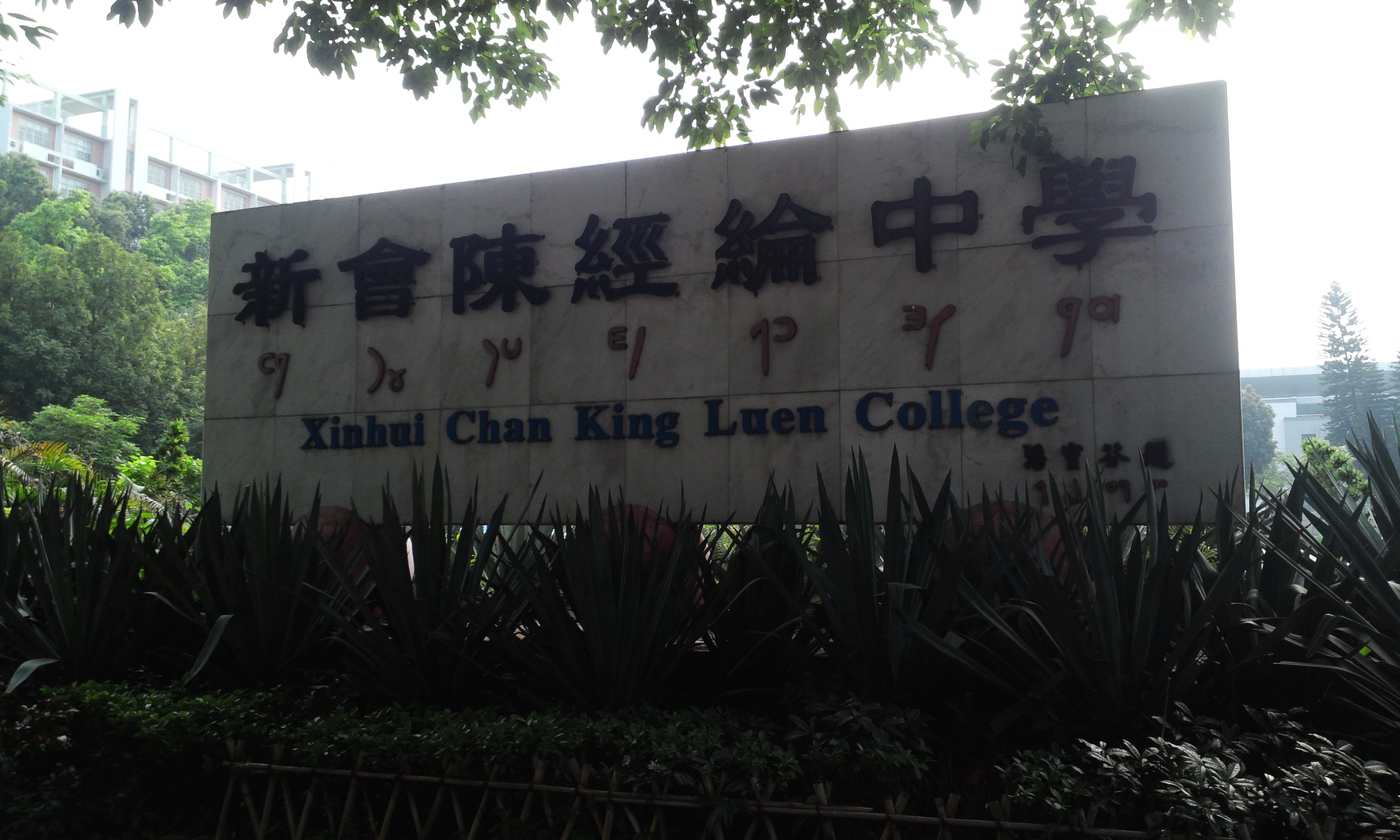
新會陳經綸中學，第二行為陳經綸祖父陳澄波發明的拼音文字 —「道字」（以國語拼寫）

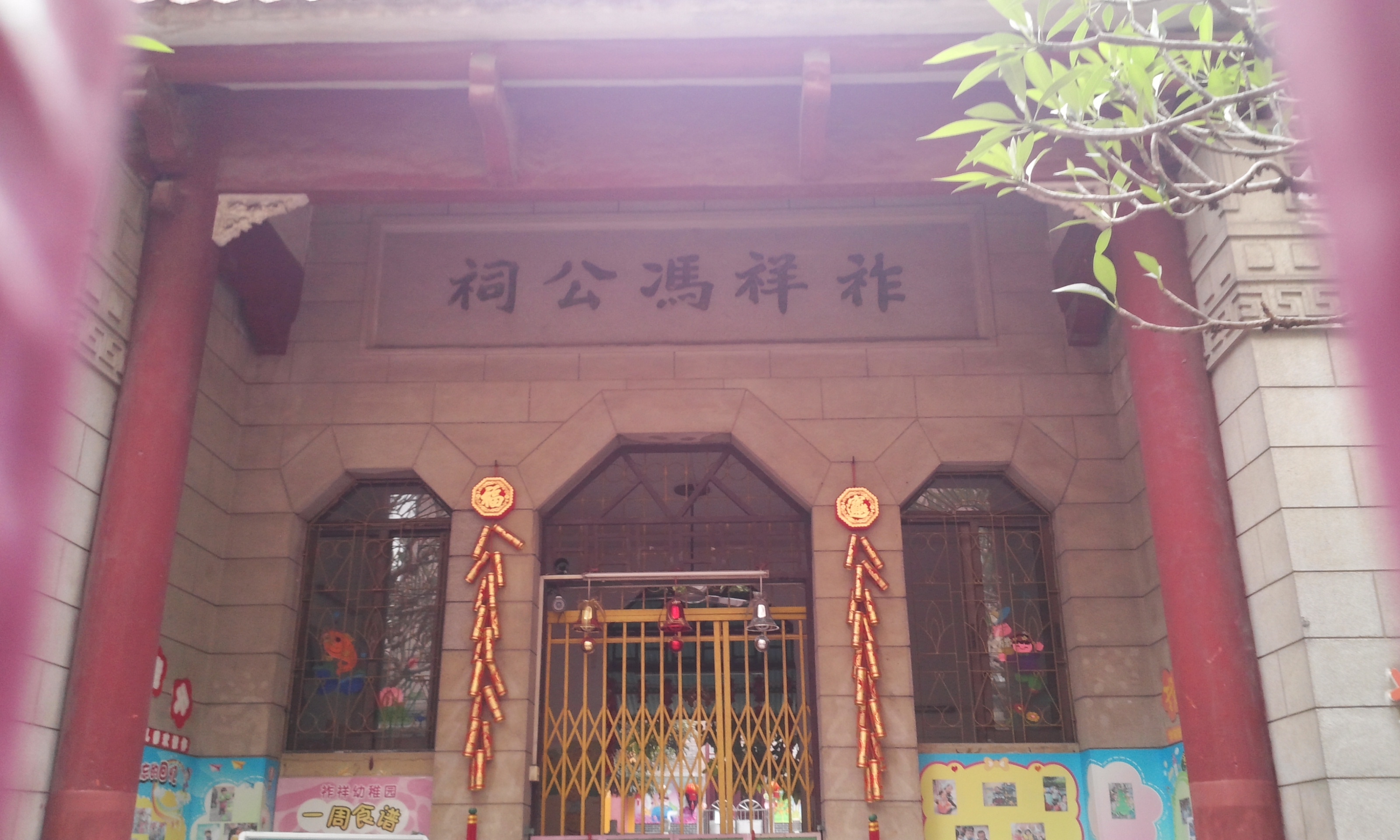
祚祥馮公祠，現今為幼稚園

新会最早記載的學校是会城的学宫，是官府在北宋初年开设的县学，到庆历四年迁至学宫，为历代生员课读之所。南宋时，新昌乡民邓荣在新会城北郊黄云山下開办第一间私立书院；到元至元二十三年（1286年），新會首設社学；至正年间，知县沈寿在金紫街上開办首间官办的古冈书院。到明朝中叶，受到新会籍教育家陈献章思想所影響，因而全县各乡皆设私塾、社学。清中葉後，義學及蒙學興起，取替書院及社學。北宋以來，共有231名進士（含状元1名）、1343名舉人祖籍新会。清季，思想家梁启超極力主张废科举、兴新式学堂。光绪三十年（1904年），会城人陈纪楼在鱼生街开设私立求志学堂，为新会新式学堂创立之始。1905年10月20日，新会第一中學的前身新會官立初級師範學堂成立，校址位於新會考棚舊址，成為新會開辦最早的中學，培養出陳國達、梁宗岱等知名人士。到光绪三十四年，全县共有中小学堂56所，学生达1500人。目前，随着人口急剧老龄化，生育率不断下降，造成大部分学校收生不足，有的学校甚至出现“一对一”教学的现象，造成大量乡村学校因“改薄”而被“杀校”。学校经过大规模撤并，至2013年，新会共有普通中学39間；中等職業教育學校4間；小學65間；幼儿园102間。全区普通中学在校學生48，093人；中等职业教育学校在校学生12,947人；小學在校學生59,855人；幼儿园在校學生19,236人。2021年广州华立学院在区內开设江门校区。

### 曲艺

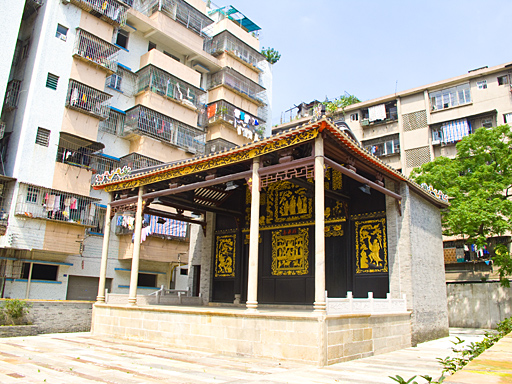
石戏臺

新会有“中国曲艺之乡”之美誉，粤剧起源于明代，20世纪上半叶为新会粤剧全盛时期，在梨園界有一個約定俗成的定律，就是「每一戏班都少不了四邑人、没有四邑人就不成戏班」。乡间均有乐社、八音锣鼓队。新会曾有新会粤劇團等粤劇團體。文革時期，粤劇遭到打击。直至20世紀80年代，才再重新開始發展，目前有城乡业余曲艺社39个，一千馀人。在新会粤劇的發展史上，出現過一些重要的演出場所，坐落於东门市的石戏臺始建於明万历二十七年（1599年），是广东省現有保存最大最完整的明代石戏臺建築，被列為新会市文物保护单位。歷史上祖籍新会的粵劇演員有陈非侬、靚次伯、阮兆輝、蓋鳴暉等人。

### 文學
唐宋时期，新會文人墨客已有詩詞文集传世。 至元朝罗蒙正的《罗希吕集》；明朝黎贞的《秫坡集》、陈献章的《白沙子集》； 清朝胡金竹的《鸿桷堂集》、苏楫汝的《梅冈集》等均刊行於世。 康熙年間，知縣顧嗣協、顧嗣立兄弟收集歷代新會文人詩詞遺稿，校訂成《岡州遺稿》。
晚清，梁启超的散文风靡海内外，影响一時，被世人稱為“新文体”，成为晚清的文体解放及後來的新文化运动之先驅。同时，他提倡的“小说界革命”、“诗界革命”、 “戏剧界革命”对中国近代文化的发展作出深遠的影響。

### 音樂
南宋末年，大批宮廷樂師跟随朝廷南逃到新会。宋亡後，他们所带来之琴譜亦散落民间，後經陳獻章搜集南宋皇室留下的琴谱，抄錄成《古岡遺譜》，保留了唐宋遺韻。清道光年間，新会人黃景星在前人的基础上创立岭南琴派，他与友人建立廣東首間琴社，并收錄其他琴曲著成《悟雪山房琴谱》。新會对岭南琴学的兴起和发展贡献極大，成为了岭南古琴文化的發源地。 1939年，《大刀進行曲》的作者麥新來到新會，創作了《飞行员战斗曲》、《牺牲已到最后关头》等抗日歌曲。
此外，香港「四大天王」之一的劉德華和有香港「樂壇天后」之稱的容祖兒祖籍都是新會。

### 書畫
明中葉時，书法家陈献章用圭峰山的茅草發明了茅龍筆，其書法遒劲，一洗元代以来柔弱萎靡的书风，自成一家，树立了岭南书法史上的重要地位。17世紀以後，高儼、鄭績、李魁等畫家是對当时的广东畫壇颇有影响之人物。鄭績所绘的《金钱图》其配诗更是脍炙人口，將金錢讥讽得淋漓尽致，刻画得入木三分，在民間廣泛流傳。近代，有容大块、李抚虹、黄幻吾、劉孟寬等畫家列入嶺南畫派。新会籍畫家画种创作多样，有国画、水彩畫、水粉畫、油画、版画等。 其中较著名的有国画家李居端、油画家冯钢百、版画家陈柏坚。

### 傳統節日
新會的許多節日和習俗具有濃厚的本土特色，新會一年中最重要的節日仍是農曆新年，正月初一的傳統是食煎、炒米、角仔，過年時講好意頭說話，向親朋戚友拜年，未婚人士則向已婚親友逗利是，初二則為“開年”，人們買鯉魚祭神，寓意“年年有餘”，初三為赤口，忌向親友拜年，只留在家中祭祀神明。初七為人日，各家各戶食“人日菜”，舊時人們用煎堆、炒米、芥菜、番薯、芋頭混煮做成盆菜，如今則用山珍海味代替番薯、芋頭。在鄉村，則全村人擺幾十圍同食。正月十三夜晚，司前鎮石名鄉舉行舞獅燒煙花炮仗活動，但因一次煙花意外，現已改為取消煙花，留下燒炮仗活動。農曆正月十五元宵節的傳統是吃湯圓，會城街頭巷尾掛鯉魚燈，三江則連續兩日舉行舞龍活動。農曆三月初三北帝誕，三江鎮中山里舉行搶炮廟會，進行祈福活動。清明節是新會人拜祭先人的節日，但同中國其他地區不同的是，新會人會用雞屎藤和粘米粉製成雞屎藤餅食用，並用雞屎藤扎成人形公仔掛在門楣上用作闢邪擋煞。新會端午節的傳統則是食粽和扒龍舟。農曆七月十五是盂蘭節，在新會被稱為捉鬼節，主要活動為燒紙錢和紙扎製品拜祭先人。中秋節的主要活動為吃月餅、賞月，但新會各鄉鎮的一些具體風俗不盡相同，譬如司前有吃牛肉河粉的習俗；棠下有燒塔的習俗。新會重陽節的傳統是登高、放紙鳶、吃用麥芽糖製成的“牛皮糖”、“雞頸糖”。
冬至的主要活動為早上吃湯圓、吃新會柑、拜祭祖先、晚上全家人一起吃團圓飯。在農村，農民還要給耕牛吃糯米糕。祭竈節在新會被稱為“小年夜”，新會的祭竈方法不按「官三民四船家五」的傳統，索性廿三、廿四兩日都拜，廿三日夜晚的祭祀，是歡送舊任竈神升天；廿四日早晨的祭祀，是迎接新一任竈神下凡到任。祭竈節的習俗是用炒米餅或粉印餅、紅桔、酒肉供奉竈神，並用全株青蔗作“天梯”供竈神上落。農曆年底，新會人要在家進行名為「打火咸霉」的大掃除。新會人會進行貼春聯、年畫；門楣掛上年桔，寓意吉祥。除夕在新會被稱為「年三十晚」，凡出外的人都在當日回家與親人團聚吃團年飯。到午夜零時就會放炮仗迎接新歲。

### 民間藝術

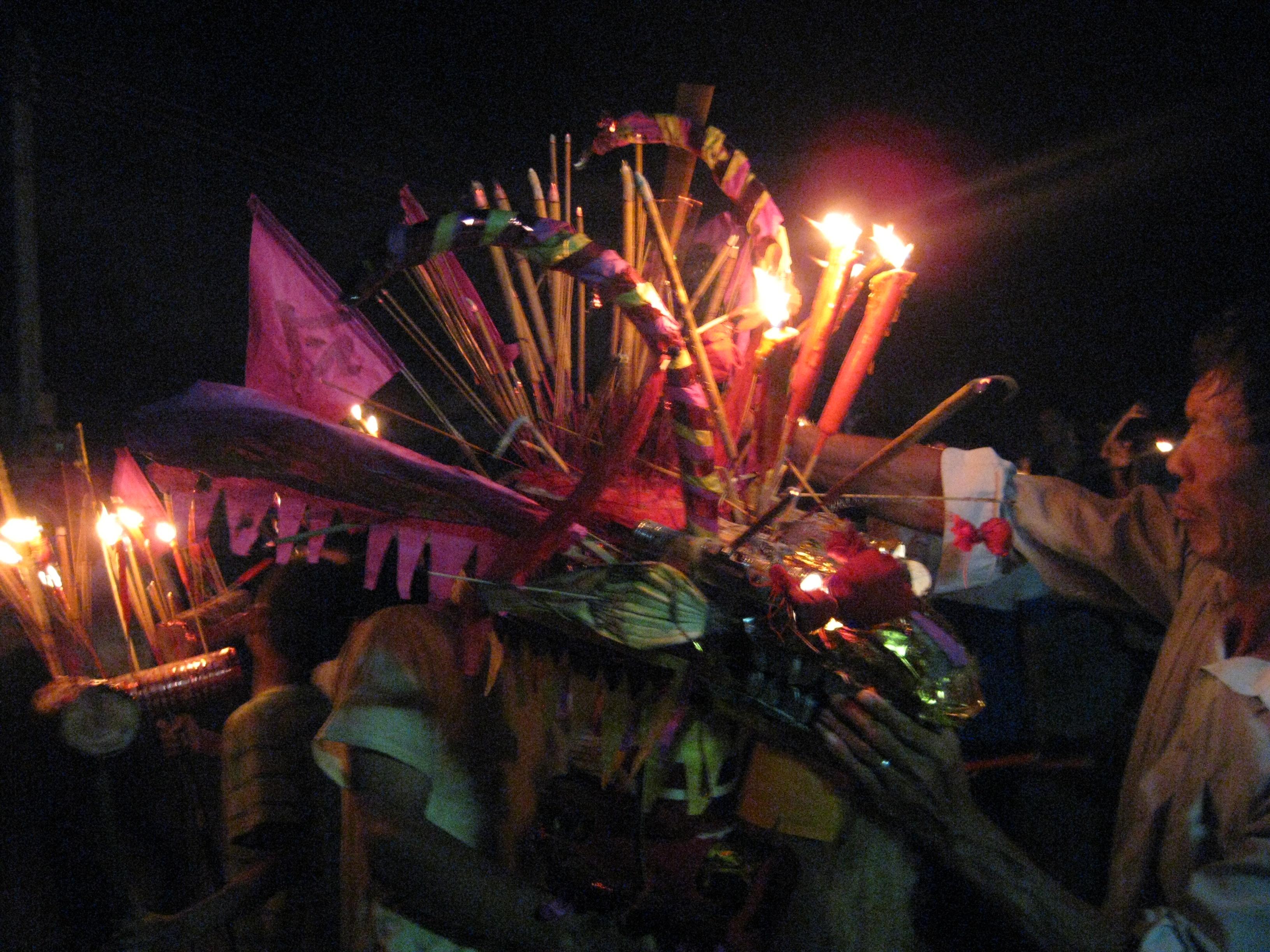
农历七月三十地藏王诞双水镇岭头乡的舞蕉龙

新会地区被列入國家級非物質文化遺產的民間藝術有蔡李佛拳、新會葵藝 
、白沙茅龍筆製作技藝、荷塘紗龍；广东省省級非物質文化遺產的民間藝術有新會陳皮製作技藝、崖門海戰流傳故事、新會古典家私製作技藝；江门市市級非物質文化遺產的民間藝術有大鰲鹹水歌、新會魚燈、雙水山地風箏、雙水蕉樹龍、龍鄉游龍、司前金龍、古井燒鵝、鸡屎藤稞仔、外海麵製作工藝、外海太虛拳、江門東藝宮燈；新会区區級非物質文化遺產的民間藝術有司前木板年畫、小岡香、大澤賽龍舟。雖然新会非物質文化遺產眾多，但是近年來隨着年輕人大量外出及現代文化的衝擊，節味漸淡，而民間技藝不少已瀕臨失傳，對此政府已啟動搶救性保護工作。
新会重要的民間藝術代表新會葵藝，其創作題材主要以山水画题材为主，亦有花鸟鱼虫及人物故事等，为广东四大传统工艺之一。新會葵藝创造了“蒲葵种植面积最大”、“葵业工艺历史最长”、“葵艺从业人员最多”、“葵艺品种最丰富”、“葵扇产量最高”及“葵艺最精湛”等六项世界之最而扬名海内外。早在晋朝史书已有记载，到明清时期，是葵扇的黄金时代，远销至全国各地，朝廷将其列为贡品，当时在上海、重庆、汉口、苏州等地都有葵扇出江帮设立的冈州会馆，作为葵扇交易和葵商居住的场所。清道光年间，新会城有葵业商号一千多户，成行成市。同治年间，画师陈晚创制出清秀典丽，永不腿色的“火画扇”，与檀香扇、竹丝扇、绫绢扇并称中国四大名扇。1911年，谭月三首创葵织扇；翌年，林兆又创制出典雅精丽，纯朴大方的“竹箨画扇”，荣膺1915年三藩市巴拿馬太平洋博覽會金牌奖。1960年代，新会葵艺开始进入鼎盛时期，周恩来、董必武、郭沫若、贺龙等领导人均曾先后视察新会葵业，并给予高度评价。

### 傳媒

#### 報刊
20世紀初，隨着江門商埠經濟貿易和對外交往的發展，作為信息交流和傳播載體的大眾傳播媒介也隨之發展。1912年5月，新會第一家報纸《冈州星期报》在江門鎮创办。此後，《新會醒報》、《岡州日報》、《四邑平報》、《西南報》等多家報紙相繼在江門和會城創辦。中華人民共和國成立後，新會所有報社均被接收、改組或停刊，現在的新會報業由江門日報所壟斷。

#### 廣播電視
1949年12月4日，新會第一家无线广播电台私营前锋广播电台在江門鎮开播。新會人民廣播電台成立於1992年，廣播範圍覆蓋珠三角各縣市。而新会唯一一間有線電視台新会電視台就在1984年1月開播，為新會官方之喉舌，收視範圍覆蓋新會各鄉鎮，主要的節目有《新會新聞》、《岡州天地》、《每週説法》、《葵鄉警訊》，其播出的節目均分別在無綫電視翡翠台(已停止插播)、澳亞衛視及廣東廣播電視台民生頻道進行插播及新會電視台綜合頻道播出。

## 旅遊
新会旅遊資源豐富，名勝古蹟眾多，是中国其中壹個具影响力旅游名城。

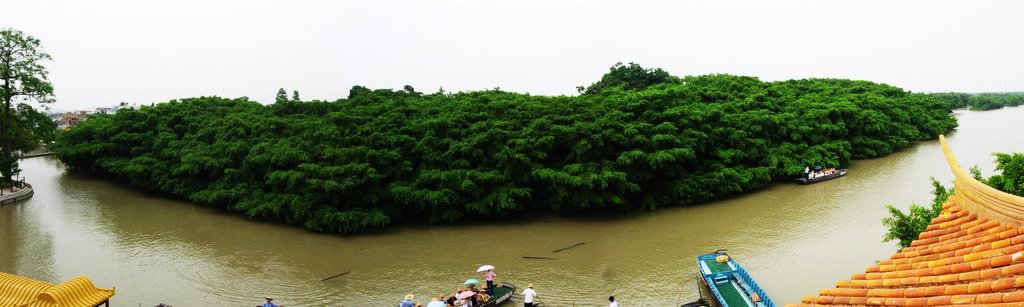
小鸟天堂全景图

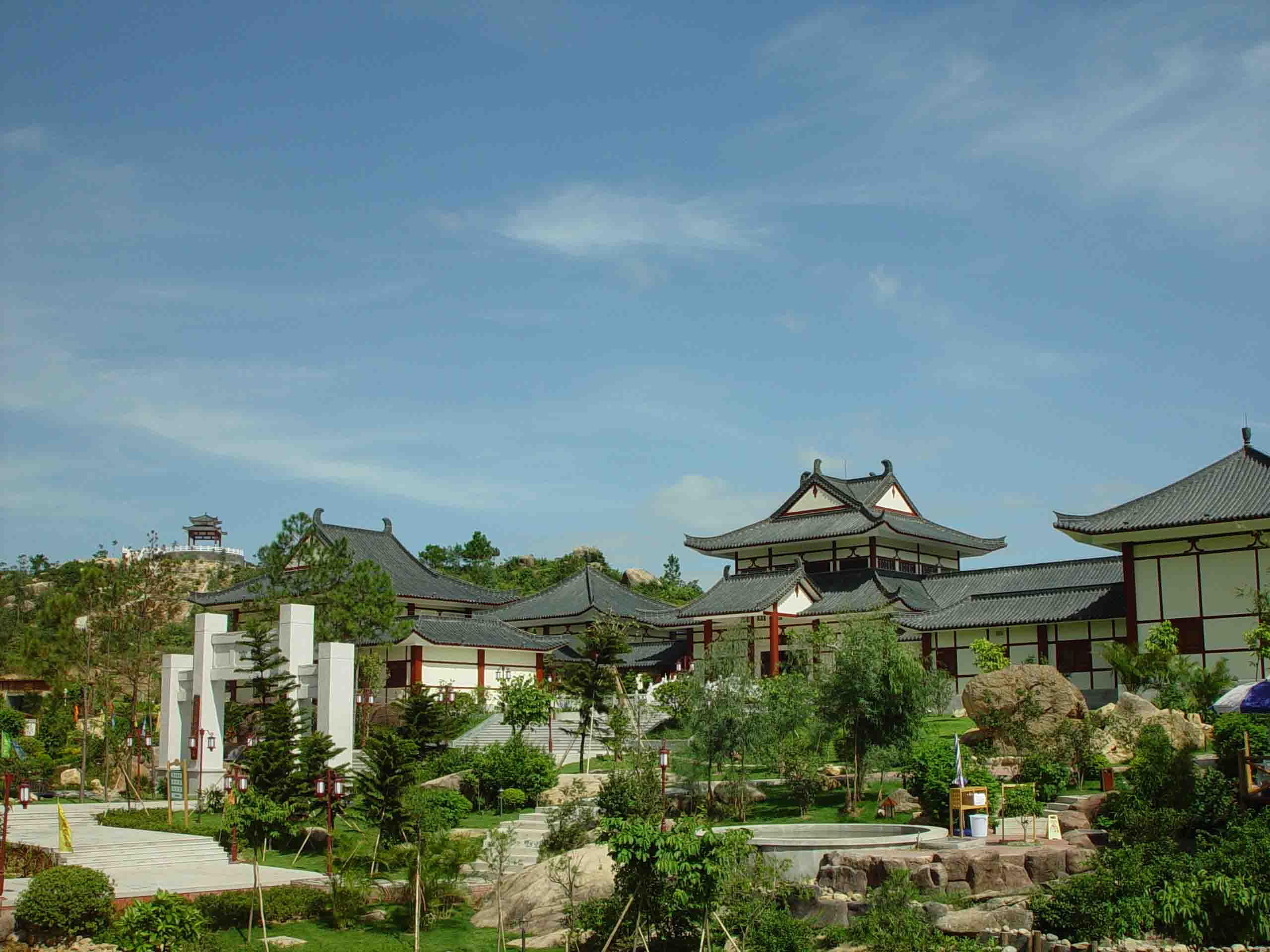
國家AAAA級旅遊景區古兜溫泉

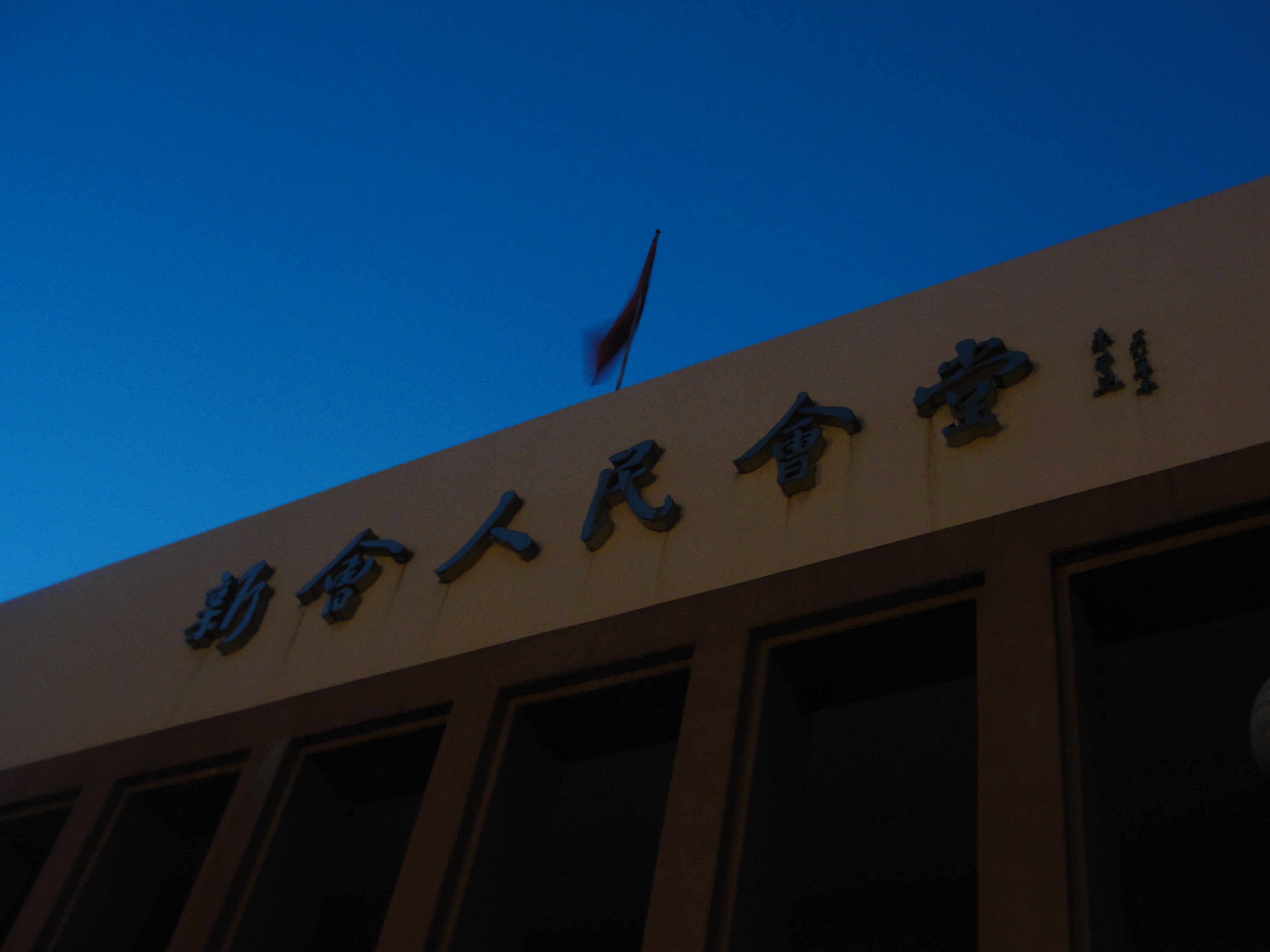
新会人民会堂是重要的地标，同时，其前面的广场也是新会非常重要的休闲胜地

### 新会八景
新會八景是指在新會最著名八個旅遊景點。自明朝以來，均由當地人評選八景，它們是古岡獨松、象山秋月、黄云樵笛、紫水漁舟、江門晚渡、能子歸帆、崖門春浪、圭峰瀑布。新會有首舊八景民謠：「圭峰瀑布影，象山秋月明，崖門好浪景，沙堤紫水清。古岡獨松真茂盛，熊(音泥)子飛帆風駛靜，黃雲樵笛幾高興，江門艇妹好客情」。歷經幾百年之後，剩下圭峰山賞楓（即圭峰疊翠）、象山秋月、能子歸帆、崖門春浪四景，其餘四景都已不復舊觀了。以下是1988年11月9日評選的新会八景，圭峰疊翠、小鳥天堂、叱石松濤、公坑禾雀、象山秋月、葵湖春曉、銀洲塔影、崖門覽勝。

### 自然人文遗产

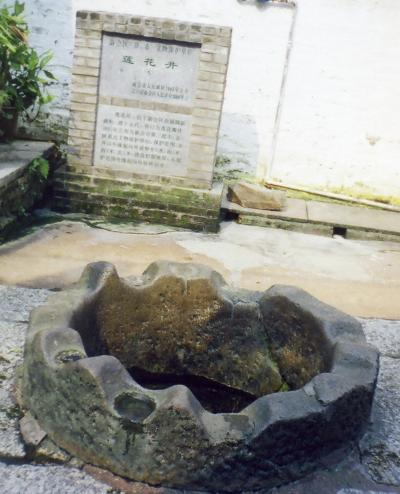
位于新盛街的莲花井，元至正年间由林济开凿

新会是广东省级歷史文化名城之一。拥有全國重點文物保護單位1處，獨有國家級非物質文化遺產4項，國家4A級旅遊景區2处，古蹟最古老者为隋朝时建的龙兴寺石塔。
| 新会的國家AAAA級旅遊景區   | 新会的國家AAAA級旅遊景區 |
| -------------------------- | ------------------------ |
| 圭峰風景區                 | 古兜溫泉旅遊度假村       |
| 新会的國家級非物質文化遺產 |                          |
| 蔡李佛拳                   | 新會葵藝                 |
| 白沙茅龍筆製作技藝         | 荷塘紗龍                 |
| 新会的省級非物質文化遺產   |                          |
| 新会陈皮製作技藝           | 崖门海战流传故事         |
| 新會古典家具製作技藝       | 陈梦吉民间故事           |
| 江门东艺宫灯               |                          |
| 新会的市級非物質文化遺產   |                          |
| 大鳌咸水歌                 | 新会鱼灯                 |
| 双水山地风筝               | 双水蕉树龙               |
| 龙乡游龙                   | 司前金龙                 |
| 古井烧鹅                   | 礼乐龙舟                 |
| 外海面制作工艺             | 外海太虚拳               |
| 新会的区級非物質文化遺產   |                          |
| 司前木板年画               | 小冈香                   |
| 大泽赛龙舟                 |                          |
| 沙堆八音锣鼓               | 沙堆狮艺                 |
| 会城粤曲                   | 重阳圭峰登高习俗         |

Template:江门市区文物保护单位

### 特產
新會著名的特產有葵扇、新會柑、新會陳皮、小岡神香、甜水蘿蔔、睦洲黃沙蜆、鸡屎藤稞仔、禾蟲、粉葛、荔枝等，其中新會柑與新會陳皮為中國地理標誌產品。

#### 新會陳皮

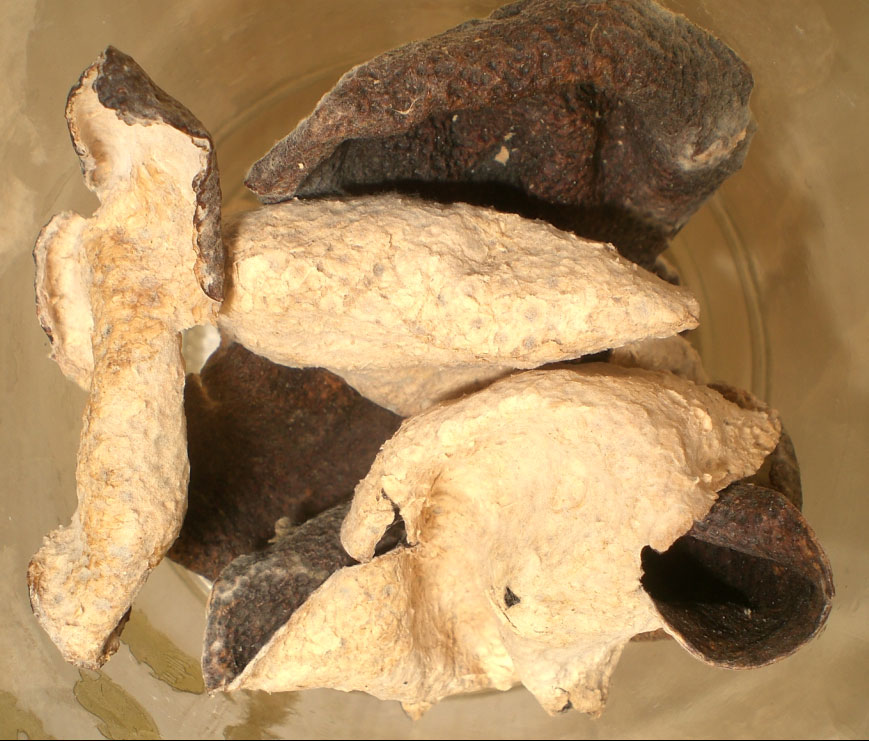
新會陳皮

新會陳皮為「廣東三寶」之首，陳皮是用新會出產的大紅柑剝皮後曬乾而成，早在東漢時期已經有記載，到宋代成為“廣貨”之一，遠銷全國各地及外國，到清同治年間，陳皮被慈禧太後指定為貢品，因此有“千年人參，百年陳皮”的美譽。
醫學研究指出，貯存越久的陳皮含有越多黃酮類，而黃酮類有抗氧化和增加免疫能力的功效，因此年份越久的陳皮價值越貴。陳皮的種類按照采收時間和新會柑柑果的成熟程度，分為「青皮」、「二紅皮」和「紅皮」，各有不同的效用。中秋節至農歷九月初所采摘的柑皮為青皮，產量少但藥用價值高。農歷九月後至冬至所采摘的柑皮為紅皮，其中較成熟的為大紅皮，青黃相間的為二紅皮，可食用及藥用。新會柑剝皮之後，隨即運到大空地上曬兩至三天，曬完後裝進密封的玻璃瓶中待下一年清明節前後再曬兩至三天，三年之後柑皮曬成陳皮，再由女工負責進行嚴格篩選分級，一毫米厚的為一級大紅皮；顏色比較淡，厚度比較薄為二級皮；至於體型更小的為青皮。陳皮分級後用麻袋裝著放進倉庫，令陳皮更容易起到防潮作用和陳化作用。
陳皮可作藥材及食材使用，新會當地餐廳經常以陳皮入饌，例如香炸陳皮骨和陳皮紅豆沙等。也有製作成柑普茶(把新鮮新會柑的柑肉挖走再釀入普洱茶葉)、陳皮川貝燉檸檬、陳皮梅等。

#### 新會葵藝
新會葵藝以葵扇最為出名，還有葵蓆、葵編織容器、花籃、牙籤等等。新會葵扇又分為烙畫葵藝扇和葵編織扇。烙畫葵藝扇是以加熱鐵筆在近二十道工序(剪、曬、焙、削、漂等等)處理過的葵葉上烙畫，因操作難度高，烙畫精美及層次豐富，而且處理過的葵扇能保持葵葉清新的氣味和天然紋理，烙畫的色調和葵扇的淡黃色完美配合，永不褪色。這令到新會烙畫葵扇的藝術價值大大提高，別樹一格。而葵織扇和其他葵織品較少染色，常以乾葵葉的淡黃原色展示，並以高超的編織手藝製作，帶有樸素的田園風格。
新會由東晉時期已開始種植葵樹並發展葵藝，在清朝乾隆至光緒末葉兩百年間達到頂峰，種植面積達六萬畝，葵藝產品更遠銷至美英等地。在日本侵華時新會葵業受到打擊，其後逐漸恢復種植和生產。然而九十年代時，冷氣機和風扇在中國大陸逐漸普及，葵扇銷量大不如前，新會葵藝日漸息微，不少葵藝工廠倒閉，新會葵藝面對失傳危機。在2008年，新會葵藝被列入中國非文質文化遺產。

#### 睦洲黃沙蜆
新會的睦洲鎮位處珠江西江下游，江面寬闊，水流緩慢，是黃沙蜆很好的棲息地。當地黃沙蜆產量豐富，肉質鮮甜。最出名的食法是「卜卜蜆」，將油倒入圓盤中燒熱，再放入生蜆，蜆肉熟時開口便會發出「卜」的聲音。新鮮的黃沙蜆最好的食法是少落調味料，配上少量薑蔥蒜清蒸，品嘗新鮮蜆肉的清甜和口感。

## 友好城市
| 城市   | 地区   | 缔结时间       |
| ------ | ------ | -------------- |
| 德惠市 | 吉林省 | 1997年12月15日 |

## 外部連結
- 新会官方網站（页面存档备份，存于）
- 新会城區地圖（页面存档备份，存于）
- 新会县志
- 新会网